# Musée archéologique de Strasbourg
Le musée archéologique de la ville de Strasbourg est l'un des plus importants musées d’archéologie de France dans le domaine des « Antiquités nationales » après le musée d'archéologie nationale de Saint-Germain-en-Laye, près de Paris. Il est installé dans les vastes sous-sols du palais Rohan et présente plusieurs millénaires de l’histoire antique de l’Alsace et de ses habitants, depuis les origines lointaines du Paléolithique (600 000 ans av. J.-C.) jusqu'aux débuts du Moyen Âge (800 apr. J.-C.). Un parcours de 1 200 m2 s’organise autour de quatre grandes sections chronologiques : Préhistoire, Protohistoire, époque gallo-romaine, époque mérovingienne.

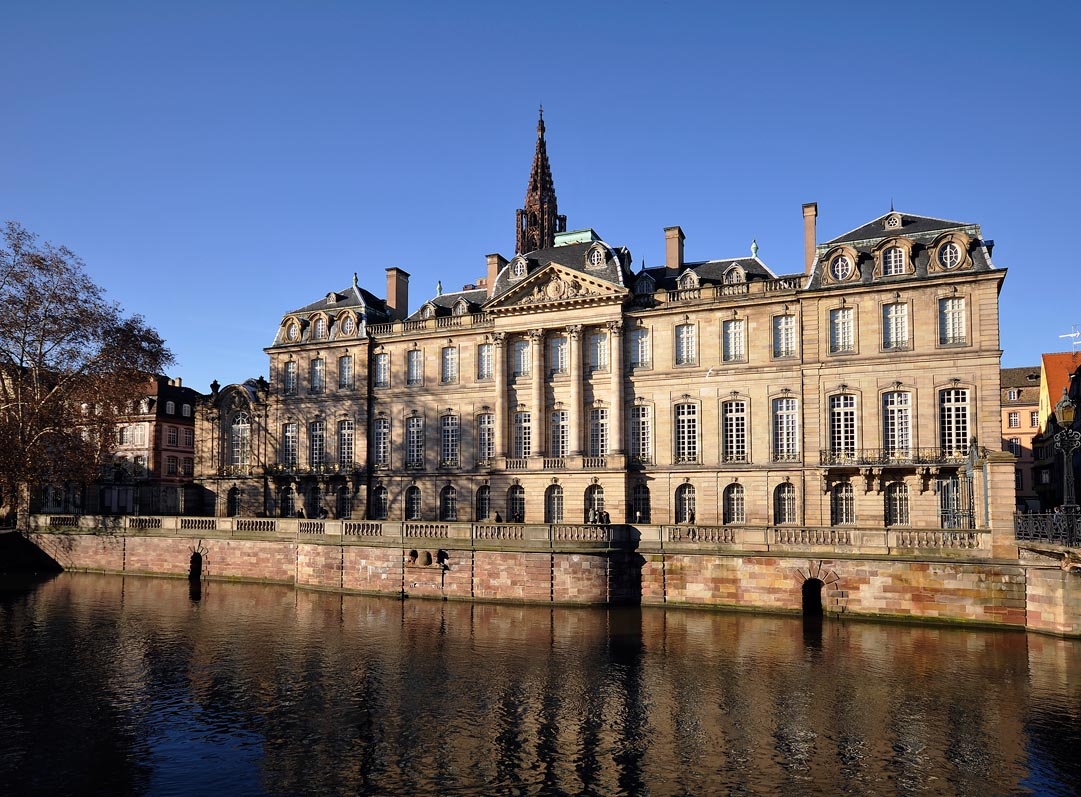
Vue de la façade du palais Rohan sur l’Ill
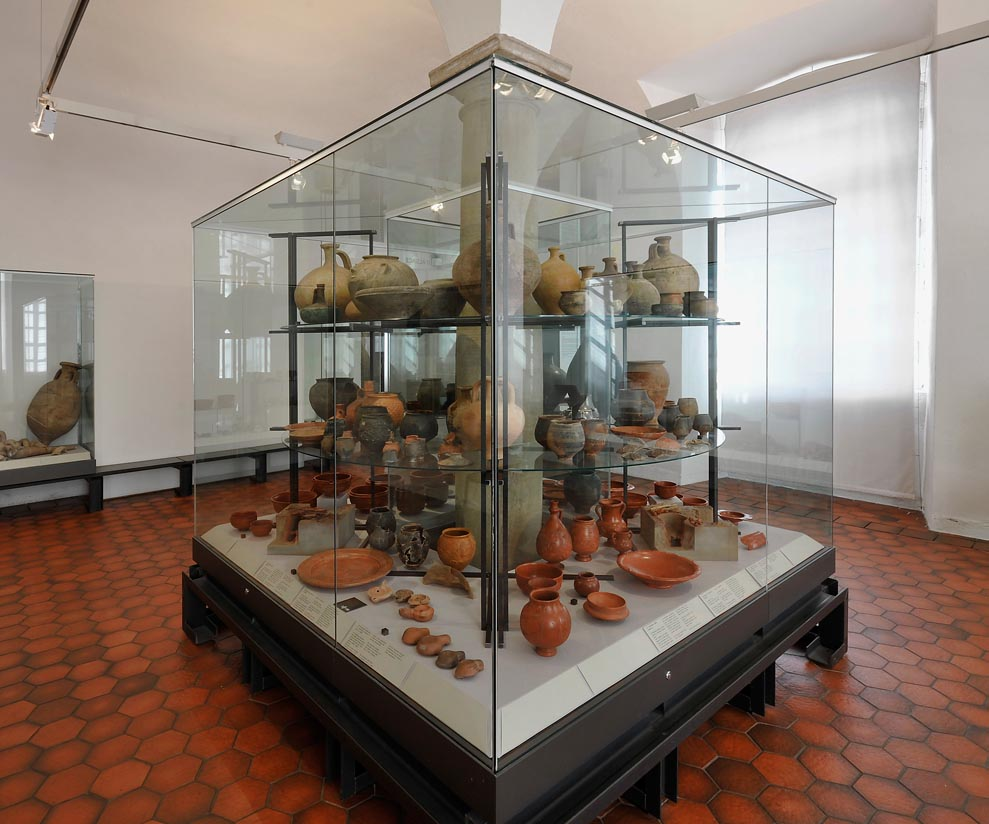
Vue de la salle consacrée à la céramique romaine

## Histoire

Objets de la collection de J.-D. Schoepflin, disparus dans l’incendie de 1870.
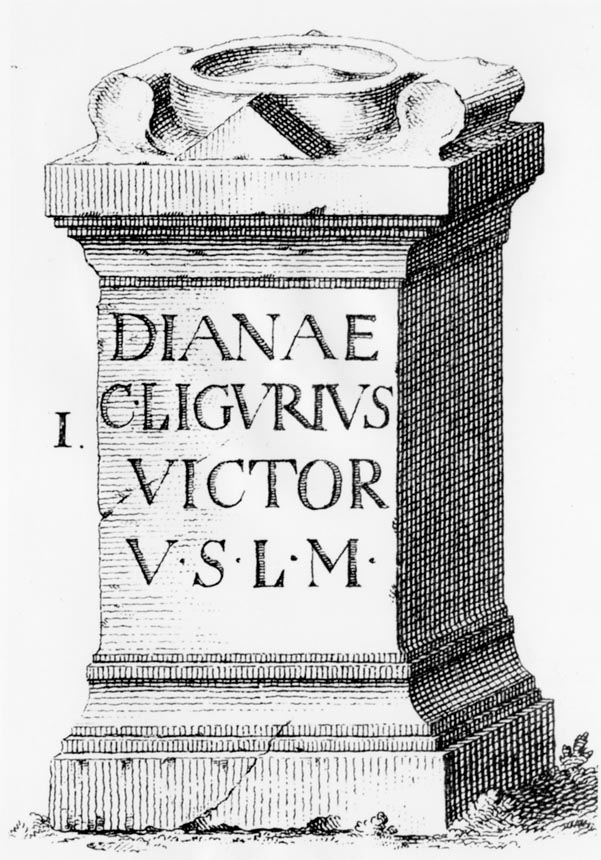
Autel dédié à Diane, Wasselonne.
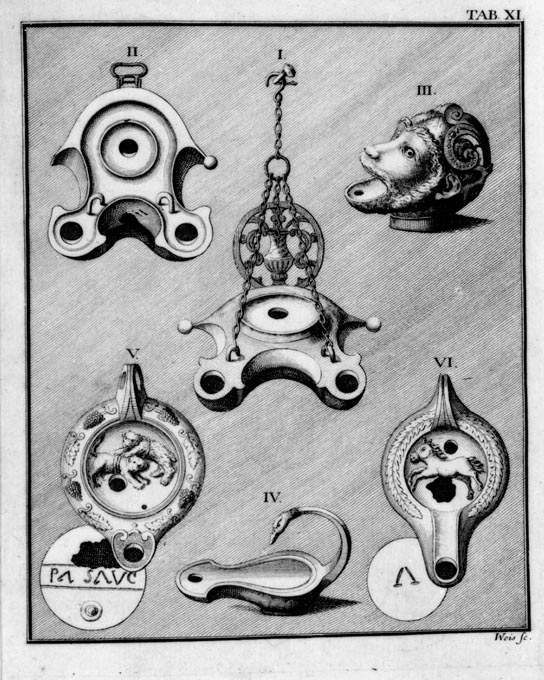
Lampes à huile.

L'acte de naissance du musée remonte à la fin du XVIIIe siècle, avec le legs de ses collections d’antiquités par l'historien et diplomate Jean-Daniel Schoepflin à la ville de Strasbourg. Ses collections de sculptures et d'inscriptions gallo-romaines trouvent place dans le chœur de l'ancienne église des Dominicains (actuel Temple-Neuf), aux côtés de la bibliothèque et des archives de la ville de Strasbourg. Elles vont y séjourner durant près d'un siècle et sont complétées, à partir de 1855, par la Société pour la conservation des monuments historiques d'Alsace.

Deux vues anciennes du musée
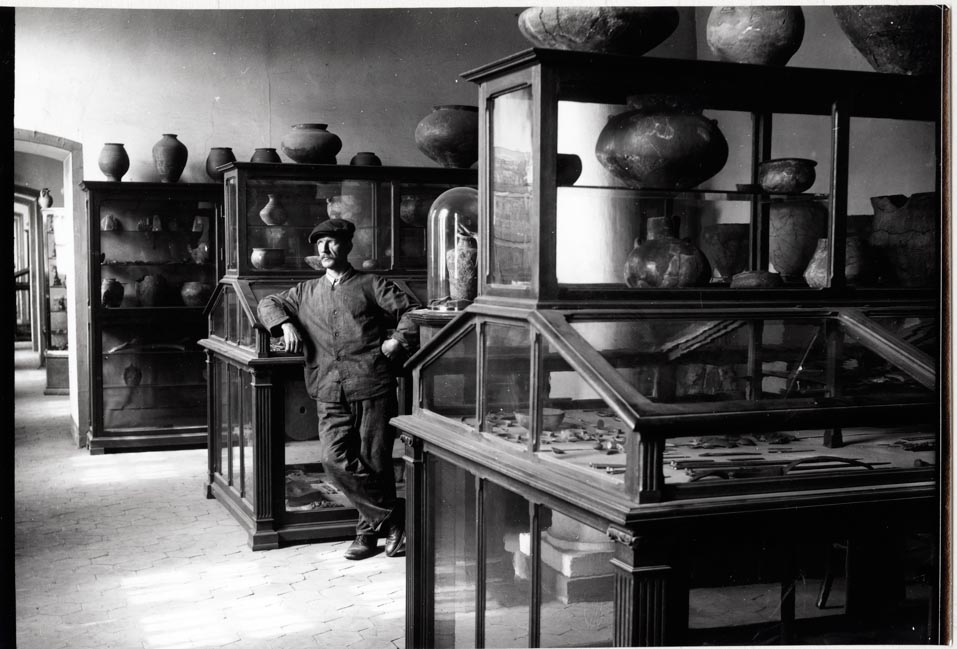
Salles néolithiques et protohistoriques.
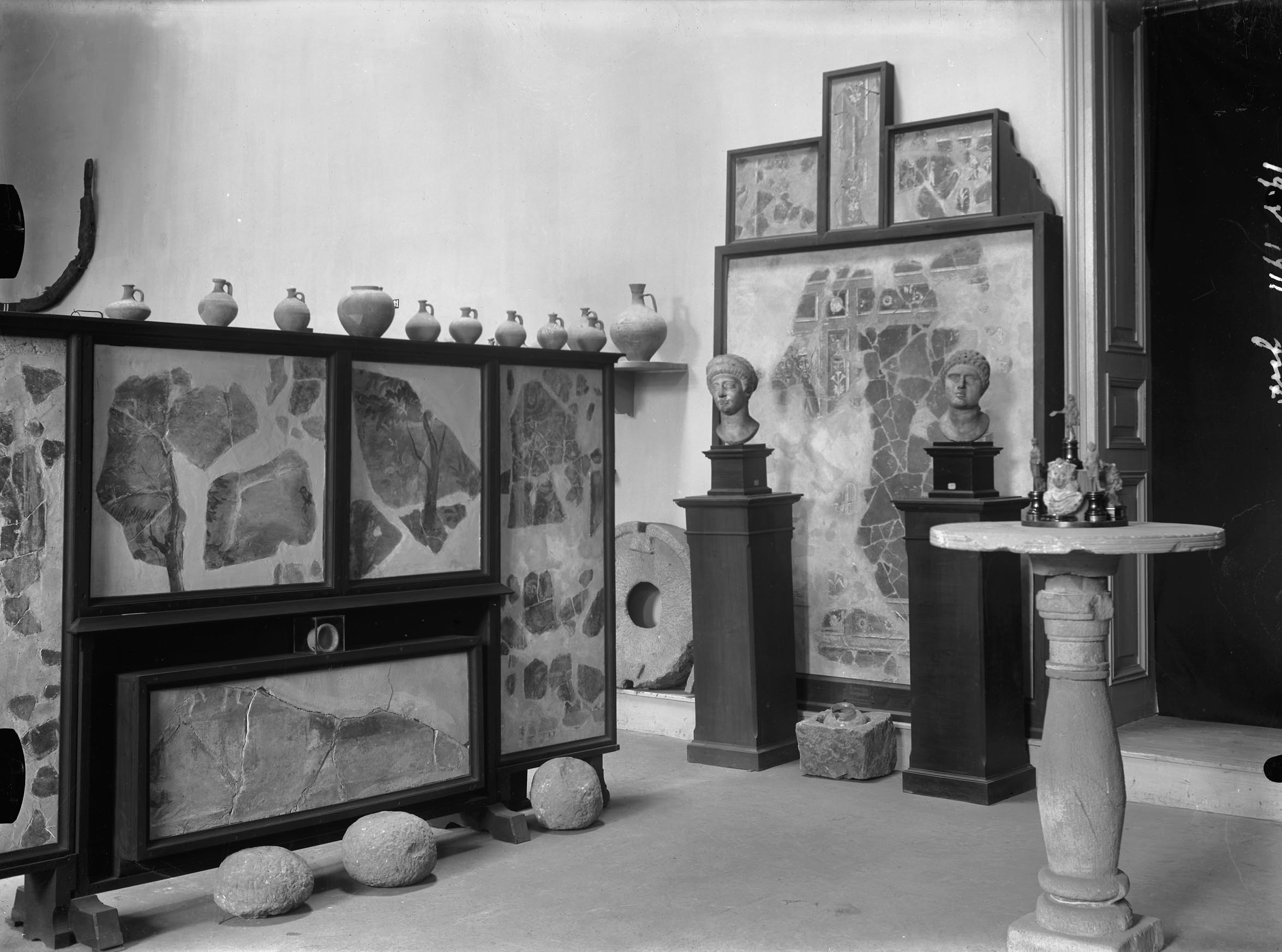
Vue ancienne du musée.

Cette société, qui s’est donné pour mission de collecter objets et documents archéologiques, joue tout au long du XIXe siècle et de la première moitié du XXe siècle le rôle d'un véritable service archéologique régional. Malgré le coup d'arrêt de la guerre de 1870 et la disparition de la quasi-totalité des collections lors du bombardement de la ville en août 1870, la recherche va retrouver un nouveau souffle à l'initiative conjointe d’amateurs passionnés et d’universitaires alsaciens et allemands. Le musée de la Société est installé dans les sous-sols du palais Rohan en 1896. De 1909 à 1939, sous la direction de l’archéologue suisse Robert Forrer et de son gendre F.A. Schaeffer, il connaît une activité de recherche et de publication d'un extraordinaire dynamisme qui permet de constituer un ensemble très cohérent de collections illustrant sans discontinuité l'histoire de l'Alsace de la Préhistoire au Moyen Âge.

L’archéologue suisse Robert Forrer
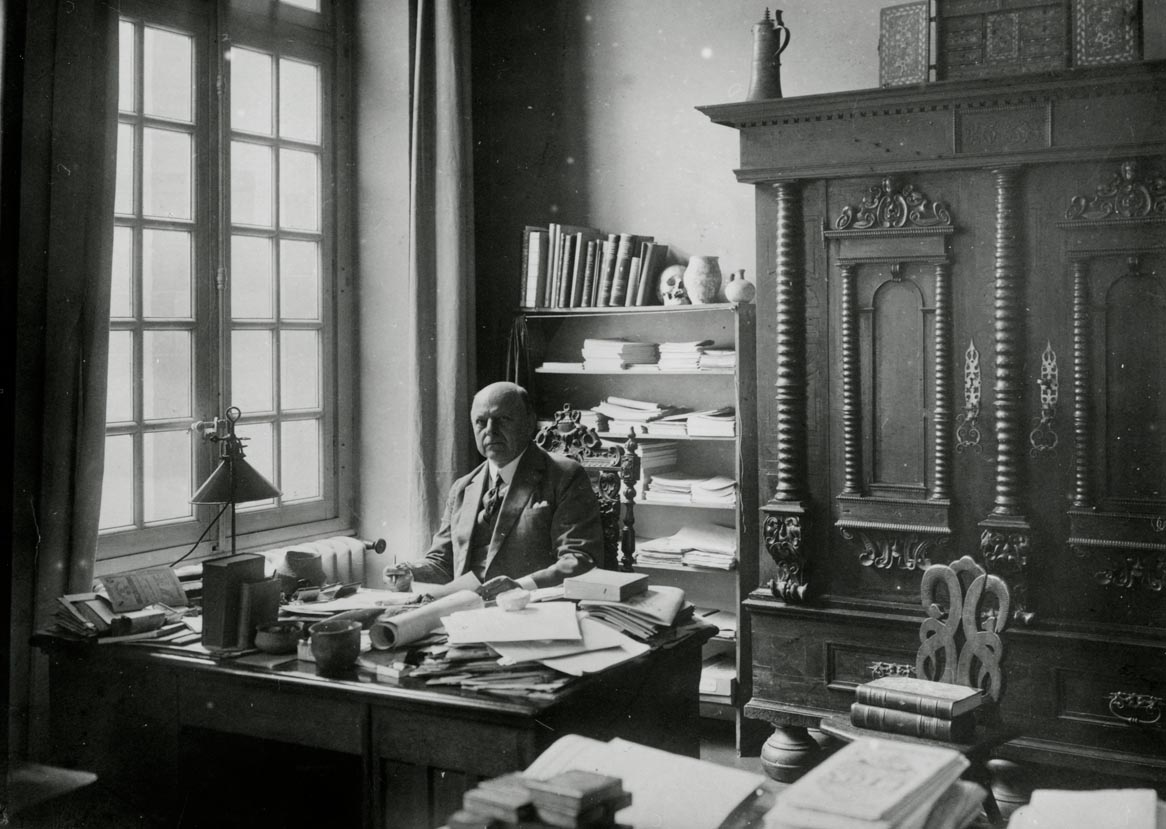
Robert Forrer dans son bureau au palais Rohan.
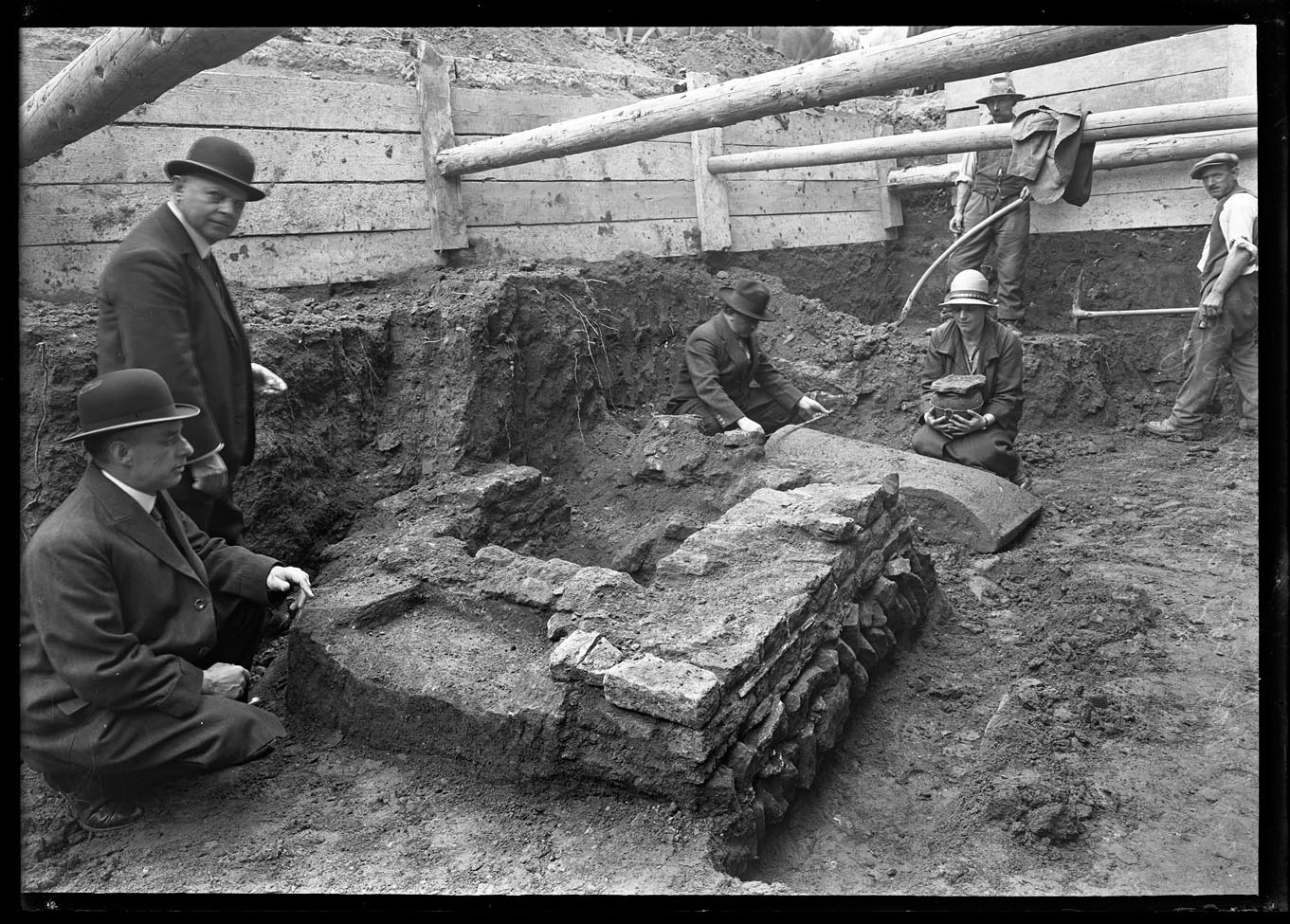
Fouilles réalisées par Robert Forrer au début du XXe siècle à Strasbourg.

Après la cession par la société de toutes ses collections à la ville de Strasbourg en 1946, le musée archéologique actuel est créé et devient alors, en raison de la richesse de ses collections, l’un des trente « musées classés » par le ministère des Beaux-arts et l’Inspection générale des musées de France. La réorganisation du musée est entreprise par le professeur Jean-Jacques Hatt qui, de 1946 à 1981, va donner parallèlement à ses activités d'enseignement universitaire et d'archéologie de terrain une dimension nationale au musée grâce à ses recherches scientifiques en protohistoire et en archéologie gallo-romaine. Le musée archéologique de Strasbourg a ainsi concentré, au fil de plus de trois siècles d'existence, d'importantes collections d'antiquités régionales qui en font l'un des plus riches musées archéologiques de province.

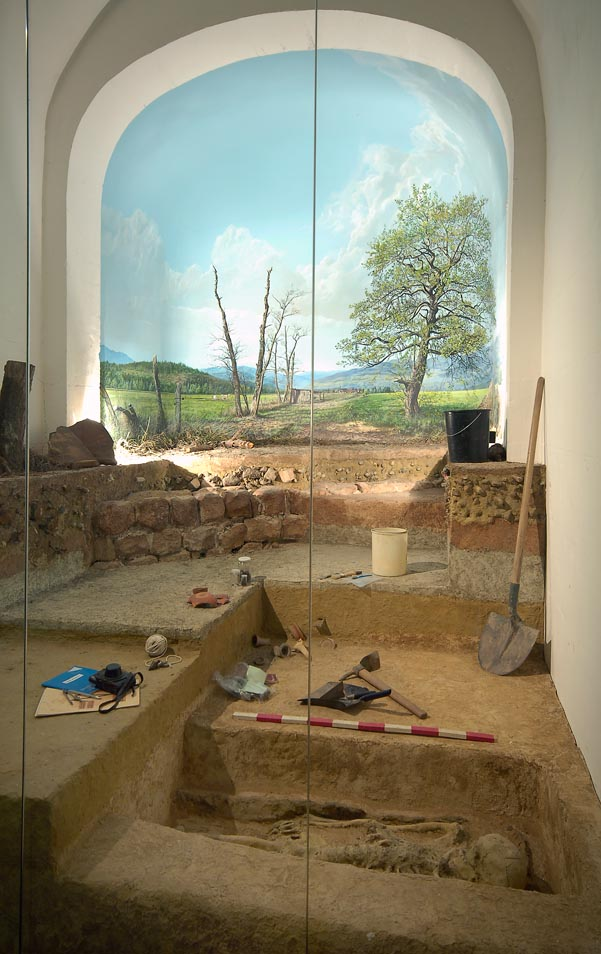
La vitrine évoquant un chantier de fouilles à l’entrée du musée.

De 1988 à 1992, le musée archéologique a fait peau neuve grâce à un complet réaménagement de ses locaux et de sa présentation. L'option muséographique retenue a été celle d'un respect aussi fidèle que possible du cadre architectural du lieu, afin de lui rendre l'aspect qu'il avait à la fin du XVIIIe siècle, avec la mise en valeur optimale de l'architecture de cet ensemble de salles voûtées du palais Rohan, donnant à la fois sur terrasse (sur l’eau, du côté de l’Ill) et sur la cour d’honneur du palais.
La mise en espace des collections est l'œuvre de deux architectes alsaciens, Claude Pache, de Colmar, et Jean-Claude Goepp, de Strasbourg, en collaboration étroite avec la direction des musées de France et grâce à un partenariat financier important entre la ville, l'État (ministère de la Culture/DRAC Alsace) et le conseil général du Bas-Rhin. Les choix esthétiques de présentation ont privilégié la simplicité et la transparence, en vue d'améliorer la lisibilité des œuvres présentées. Plusieurs espaces ont fait l'objet d'une mise en scène spécifique : reconstitution d'un chantier de fouille pour rendre plus concret le travail de l'archéologue sur le terrain, évocation d’une maison gallo-romaine, reconstitution polychrome d’un grand relief du sanctuaire du dieu Mithra.
Ce réaménagement muséographique a permis au musée de retrouver sa vocation de grand musée de synthèse régionale et de conforter son rôle de vitrine de l'archéologie nationale au seuil de l'Allemagne et de la Suisse voisines.

## Les collections
Des premières traces de l'occupation humaine vers - 600 000 ans av. J.-C. jusqu'à l'aube du Moyen Âge, les collections illustrent plusieurs millénaires de l'histoire de l'Alsace. Le musée archéologique dépasse ainsi le cadre strict de l'histoire de la ville et de sa proche région pour atteindre une dimension régionale, constamment renforcée tout au long de son histoire. Le parcours muséographique est chronologique et s'articule, sur 1 200 m2 d’exposition permanente, en quatre grandes sections. Chaque section chronologique s’organise autour de la présentation des faits de civilisation marquants, l'évocation des sites majeurs et une approche thématique illustrée par de nombreux objets et renforcée par la présence de panneaux documentaires trilingues.

### Les origines lointaines de la Préhistoire (salles 01 à 04)

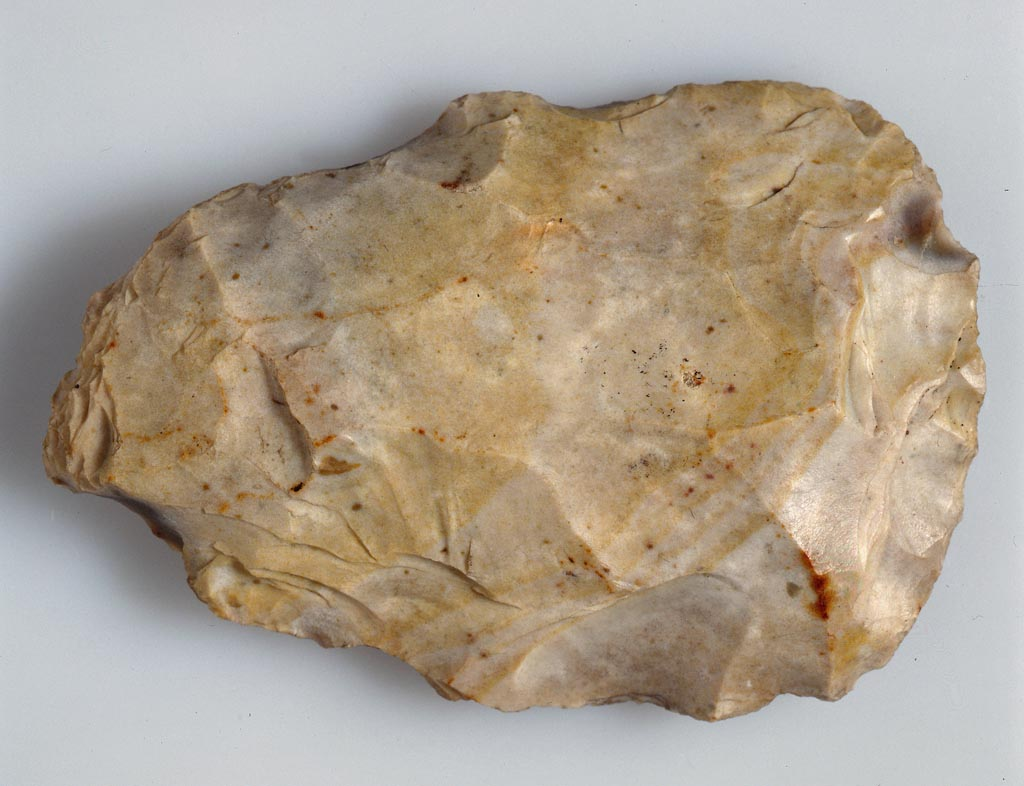
Le biface paléolithique de Hochfelden
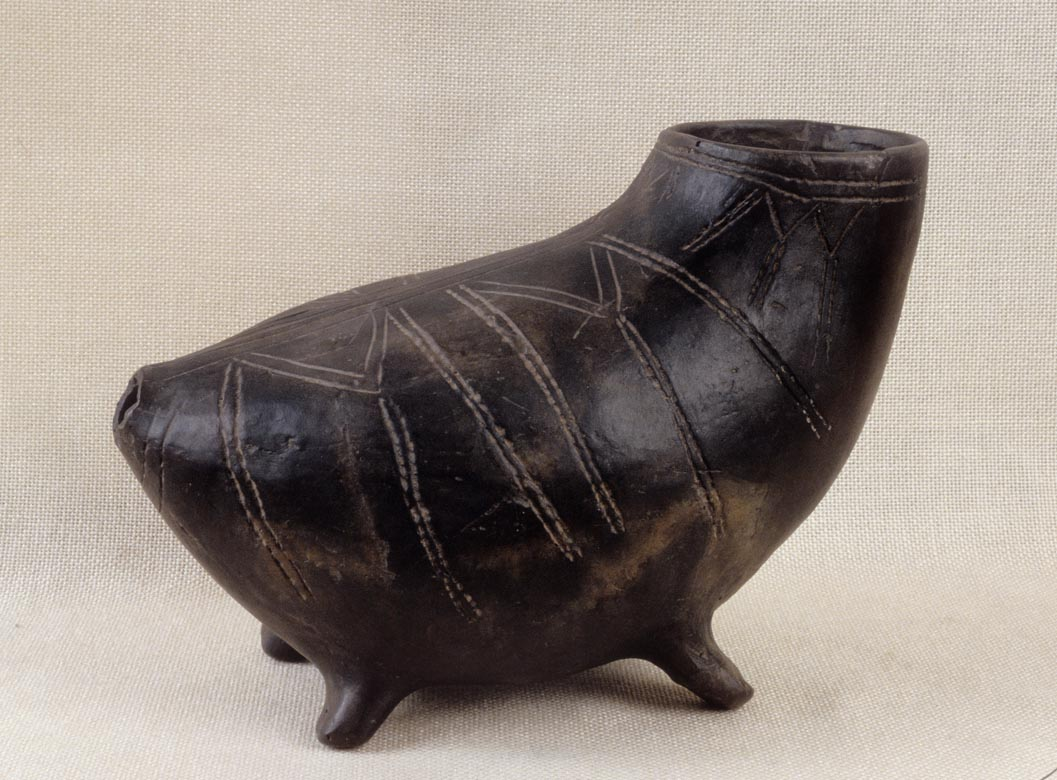
Une céramique néolithique en forme d’oiseau.
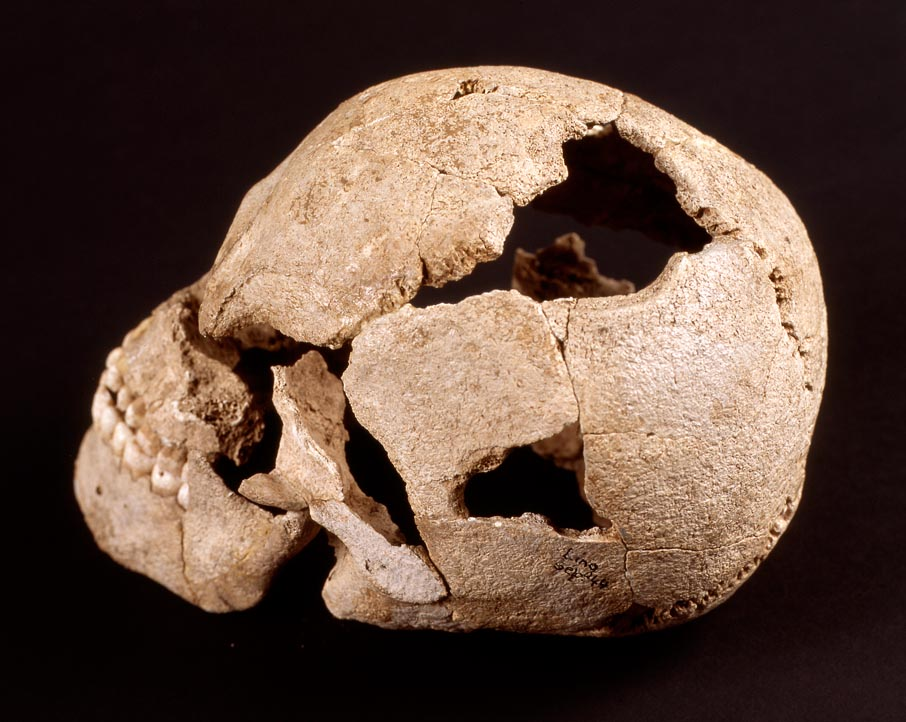
Un crâne trépané vers 4600 av. J.-C.

La présence de l'homme est attestée dès le Paléolithique ancien, vers 600 000 ans av. J.-C. et l'Alsace est la région de l'est de la France où l'on a retrouvé les plus anciens outils utilisés par l'homme.
Le site des lœssières d'Achenheim-Hangenbieten est une des références incontournables du Quaternaire européen et son impressionnante succession de couches stratigraphiques a fourni une grande source de renseignements. Les différentes phases de l'évolution du climat, de la végétation, de la faune, au cours des grandes glaciations y sont inscrites, ainsi que l'histoire des premiers hommes qui ont vécu dans la région en contemporains des mammouths, éléphants, rhinocéros de la dernière glaciation de Würm. Leur activité principale est la chasse : une aire de dépeçage d'animaux abattus au cours d'une chasse a été mise au jour en 1974 par la direction des Antiquités préhistoriques, où carcasses d'animaux découpés et outillage de pierre se trouvaient associés, sur le site d'un ancien campement de chasse. Le site de Mutzig-Felsbourg, découvert en 1993, est venu compléter les connaissances sur le Paléolithique moyen en Alsace.
Un climat proche du nôtre s'installe vers 8000 av. J.-C. et les modifications de l'environnement sont perceptibles dans le mode de vie des derniers chasseurs de l'Épipaléolithique et du Mésolithique. Vers 5500 environ, de nouvelles populations, porteuses d'une économie fondée sur l'agriculture et l'élevage, vont arriver des régions du Danube et coloniser les riches terres de lœss de la plaine alsacienne. Ces premiers agriculteurs du Néolithique construisent des villages aux vastes maisons de terre et de bois, fabriquent poteries et outils en pierre polie, travaillent le bois, l'os, les fibres végétales et textiles. Les vestiges de leur habitat et des nécropoles qui en sont proches ont été mis au jour en de nombreux points de l'Alsace : Reichstett, Rosheim, Bischoffsheim, Colmar, Ensisheim, Sierentz, Rouffach, Niedernai... Ils livrent l'image d'une civilisation agro-pastorale, qui se développe en Alsace de 5 500 à 2 000 av. J.-C., en une série de groupes culturels qui sont aujourd'hui de mieux en mieux connus grâce aux fouilles menées dans toute la région.

### Les riches civilisations des âges du Bronze et du Fer (salles 05 à 07)

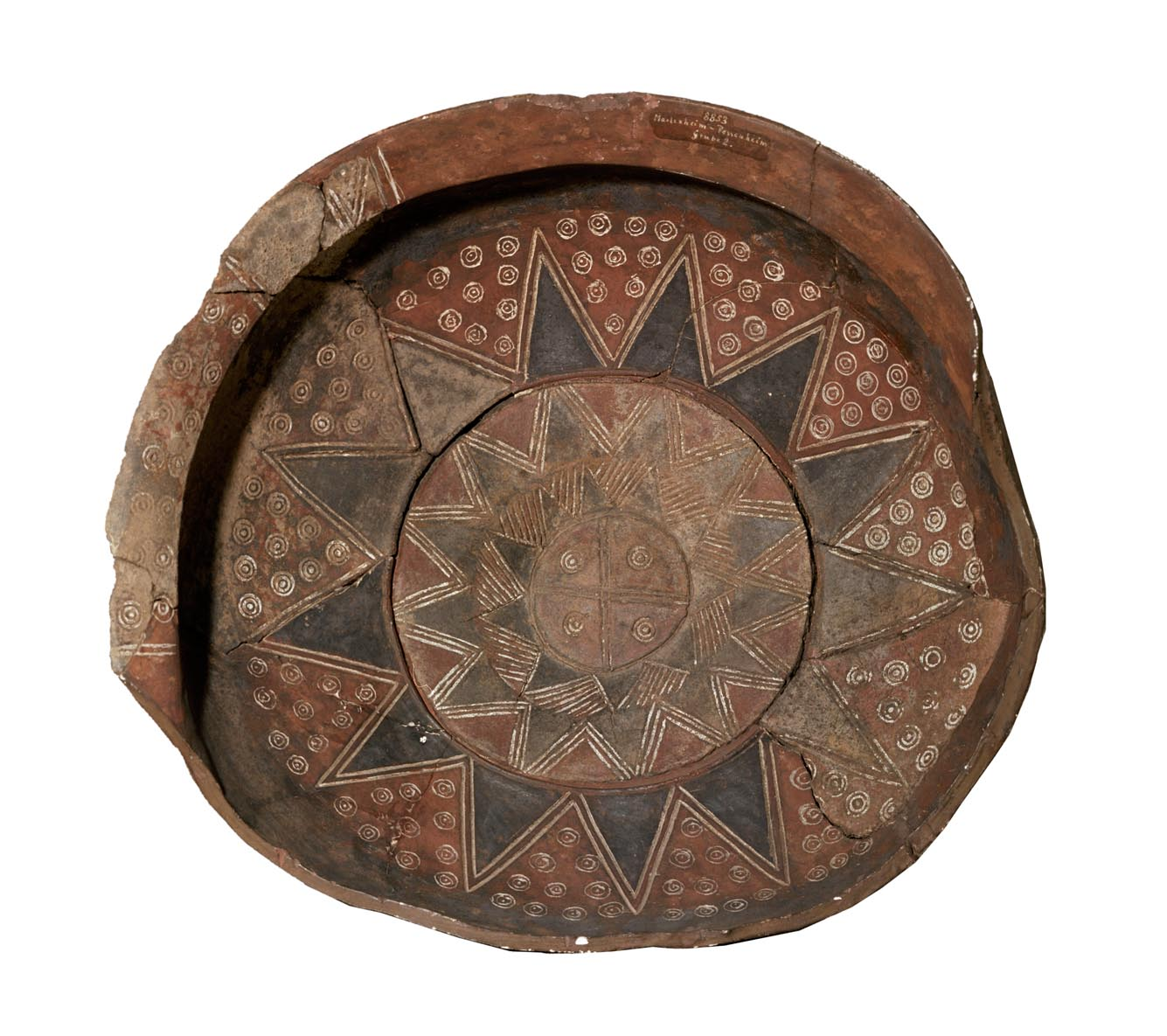
Céramique polychrome hallstattienne
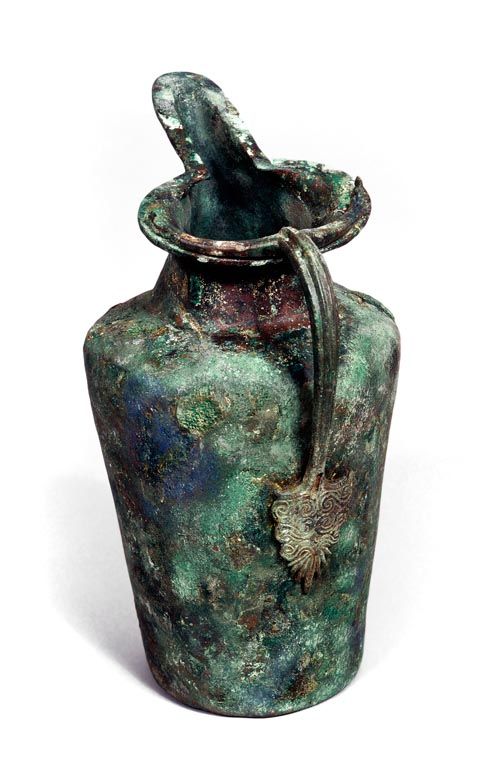
Cruche en bronze à décor de palmette.
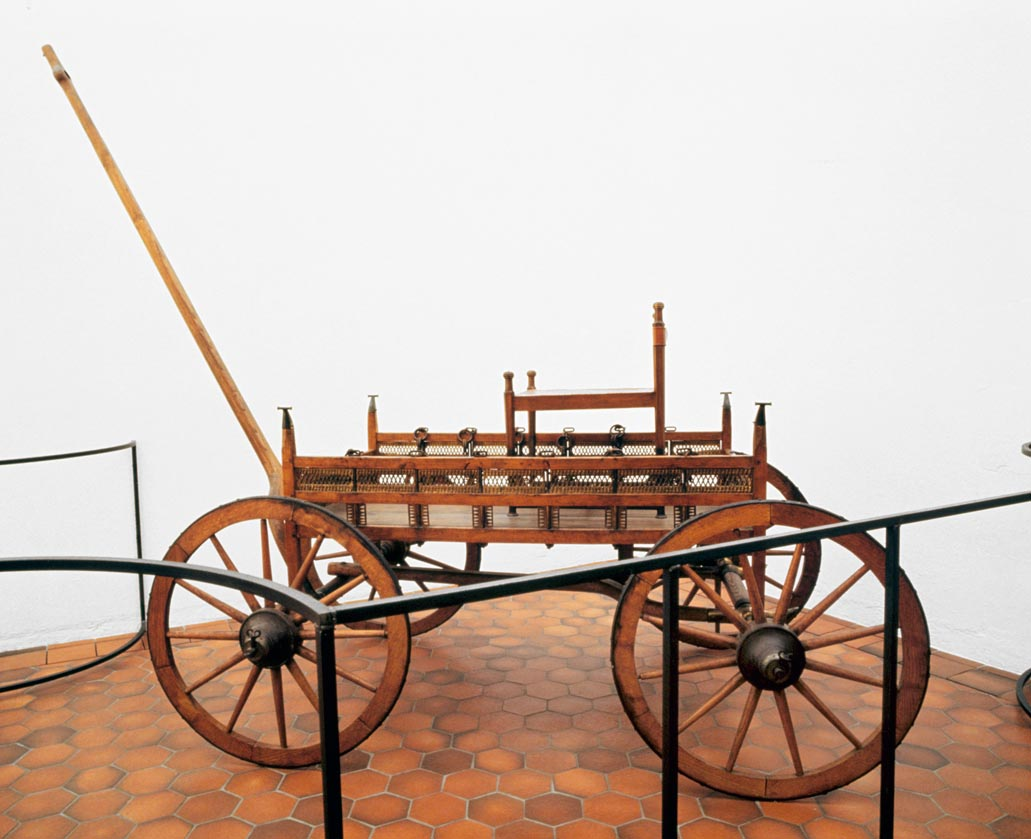
Reconstitution d’un char funéraire celtique
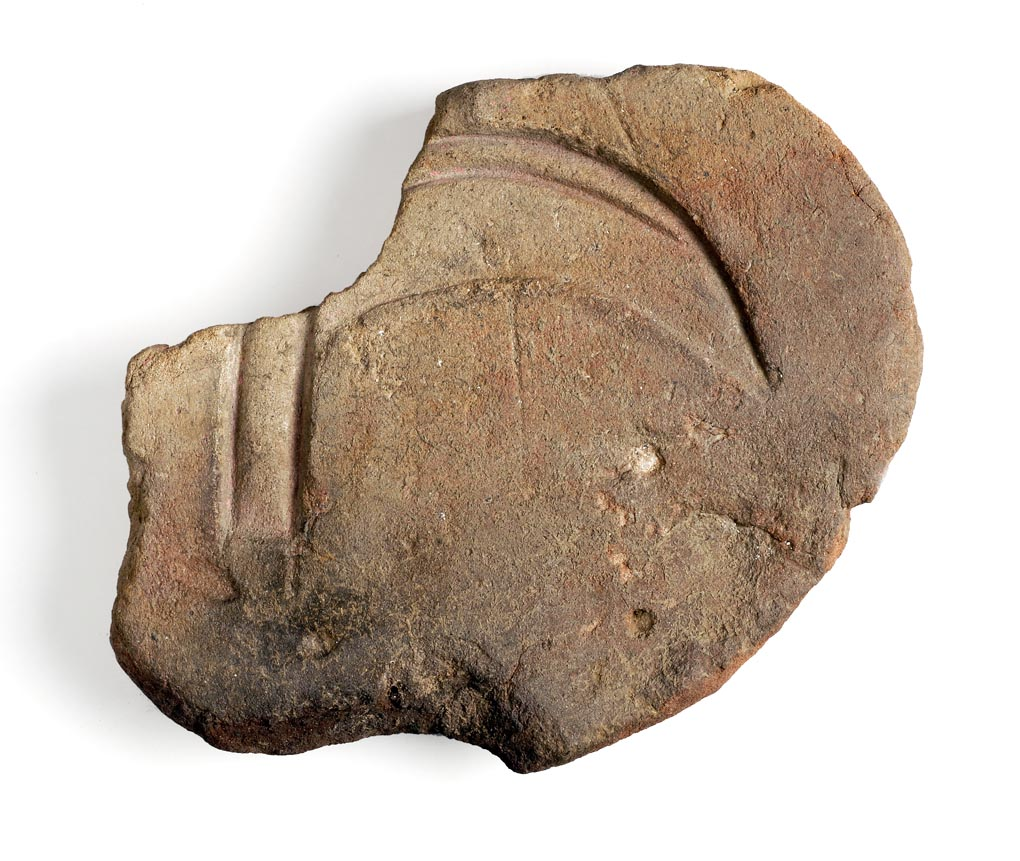
Moule pour la fabrication d’une faucille en bronze

L'apparition du métal marque l'ouverture d'une ère nouvelle. Véhiculés par les porteurs de la civilisation des gobelets campaniformes et de la civilisation cordée, les premiers objets en cuivre, puis en bronze apparaissent vers 2000 av. J.-C. dans notre région.
La civilisation des tumulus du Bronze Moyen, centrée sur la forêt de Haguenau, va rayonner sur tout l'Est de la France. Les tertres funéraires, dispersés au cœur de la « Forêt Sainte », ont livré les témoignages d'une civilisation raffinée, où objets de parure, armes et outils en métal voisinent avec de fines et élégantes céramiques dans d'abondants dépôts funéraires. Au Bronze Final, de nouveaux rites funéraires se mettent en place : l'incinération l'emporte progressivement sur l'inhumation et l'utilisation du métal se développe considérablement.
La civilisation celtique − ou Âge du Fer − va prendre le relais, vers 750 av. J.-C. ; elle se caractérise par une profonde unité culturelle, malgré la multiplicité de groupes régionaux, parfois très brillants. L'habitat se concentre dans des sites fortifiés de hauteur, les oppida, protégés par de puissantes fortifications. Siège de l'autorité des princes hallstattiens, ces sites peuvent également servir de refuge aux populations de la plaine en période d'insécurité. La richesse de cette aristocratie guerrière est liée au contrôle des voies commerciales vers le monde méditerranéen. Sel, ambre, lignite, corail, vin, vases en bronze, céramiques grecques et étrusques transitent par les principales routes commerciales qui relient l'Europe du Nord à la Méditerranée, par les cols des Alpes et les vallées du Rhône, de la Saône et du Rhin et l'Alsace est située en bonne place sur cet axe Nord-Sud. Les sépultures reflètent cette richesse, par la présence d'un important mobilier en métal précieux et en bronze, souvent associé à un char funéraire. L'Alsace en a livré deux exemples remarquables : Hatten et Ohnenheim.
Le Second Âge du Fer (450 à 50 av. J.-C.) ou civilisation de La Tène est de mieux en mieux connu peu connu en Alsace où les découvertes portant sur l’habitat, livrent des unités agricoles de plus ou moins grande taille.
La fin de cette période est marquée par la Guerre des Gaules et la conquête rapide par les légions romaines en 58 av. J.-C.

### Cinq siècles de civilisation gallo-romaine en Alsace (salles 08 à 020 et couloir 021)

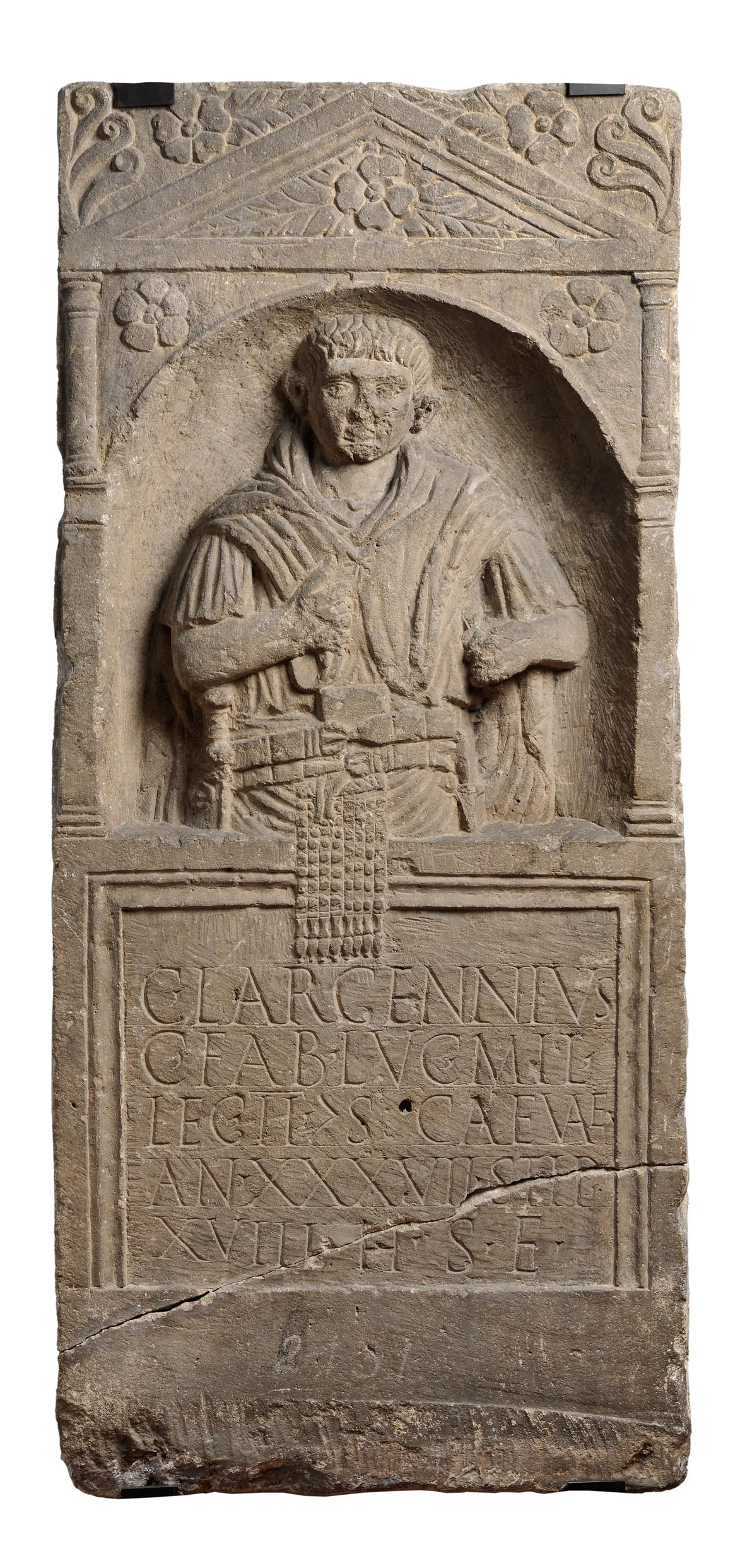
La stèle funéraire du légionnaire Caius Largennius (Ier siècle apr. J.-C.)
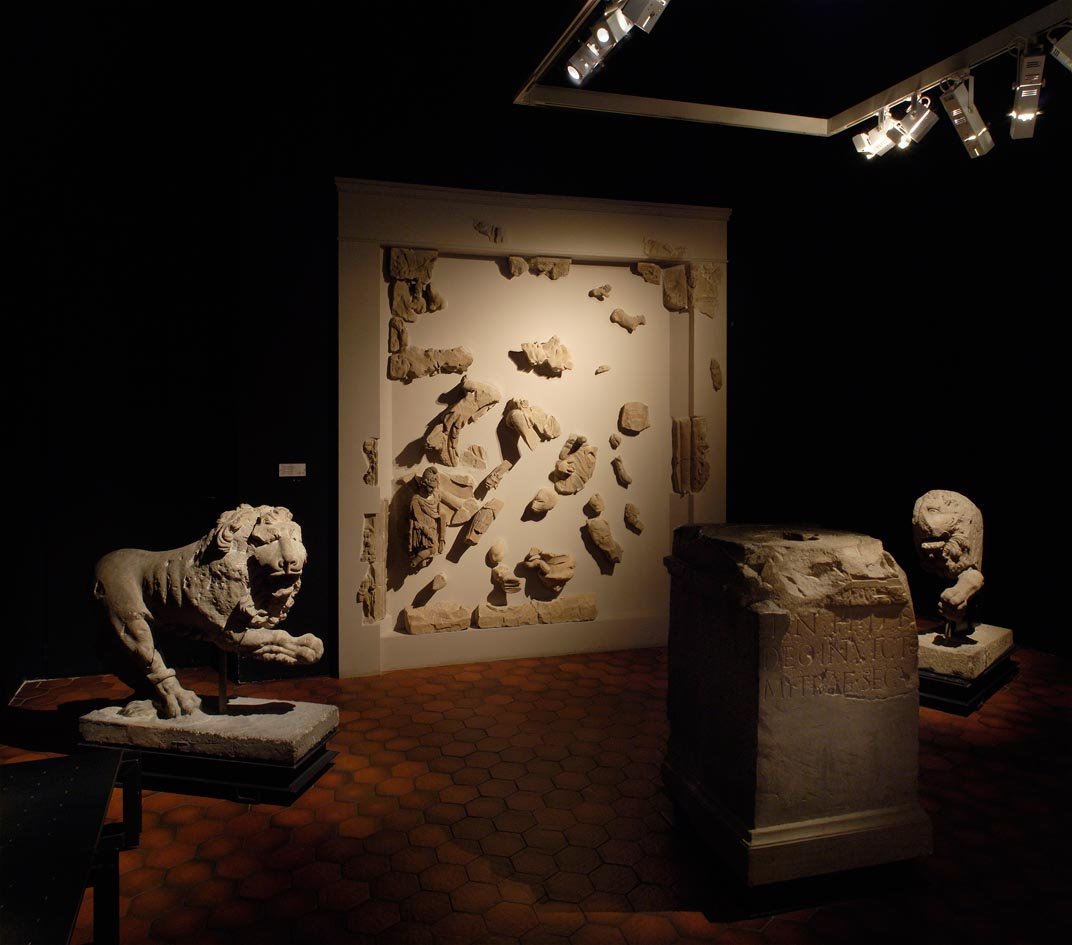
Vue de la salle consacrée au sanctuaire de Mithra
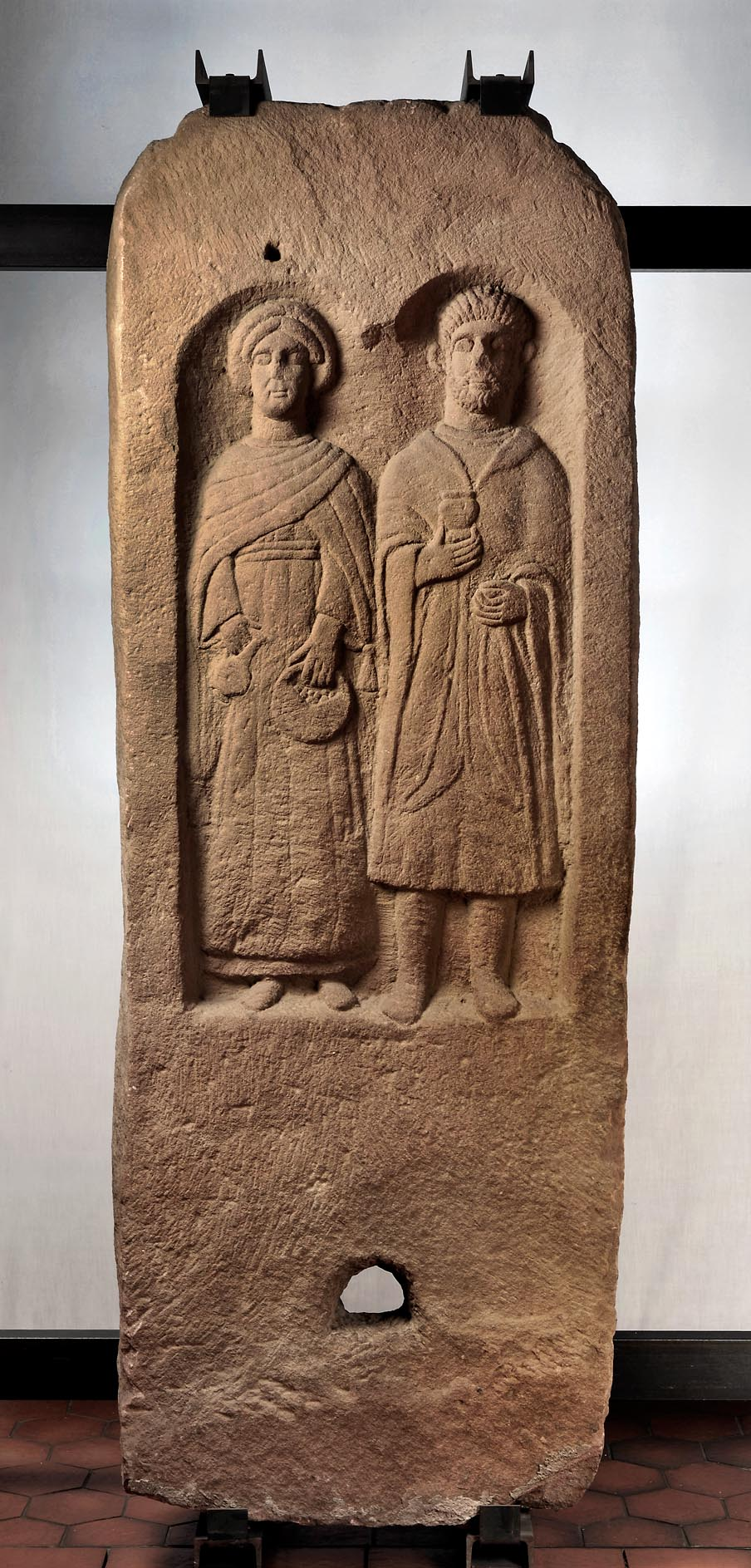
Stèle funéraire d’un couple de paysans (IIIe siècle apr. J.-C.)

L’Alsace est intégrée à l’Empire romain durant plus de cinq siècles. Strasbourg-Argentorate devient le siège de l'autorité militaire et la plaque tournante de l'administration impériale, ainsi que la base de ravitaillement principale pour les camps romains situés aux avant-postes, sur la frontière danubienne.
La VIIIe Légion Auguste est la légion « alsacienne » par excellence. Arrivée dans notre région vers 80 av. J.-C., elle y restera stationnée jusqu'à la fin de l'Empire. Marquant de son empreinte la vie de toute la province, elle constitue un important facteur de romanisation : la construction du camp légionnaire, la mise en valeur des terroirs agricoles et leur cadastration, l'adduction d'eau (par l'aqueduc souterrain de Kuttolsheim), la création de nombreuses routes sont à mettre à son actif. Par ailleurs, par le marché important qu'elle représente, la légion attire dans son orbite tout un peuple d'artisans et de commerçants pour qui elle constitue le débouché majeur de leur production, favorisant ainsi le développement économique de toute la région. Les canabae, les faubourgs civils, s'étendent autour du camp, en bordure des voies de sortie principales. Le vicus de Koenigshoffen en est le mieux connu, avec ses installations artisanales et ses zones de nécropoles.

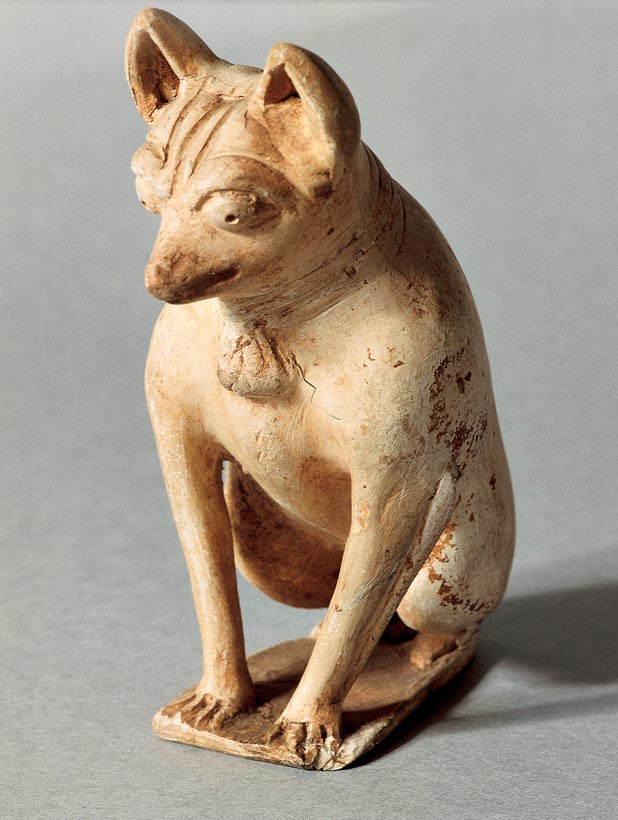
Figurine de chien assis (Ier siècle)
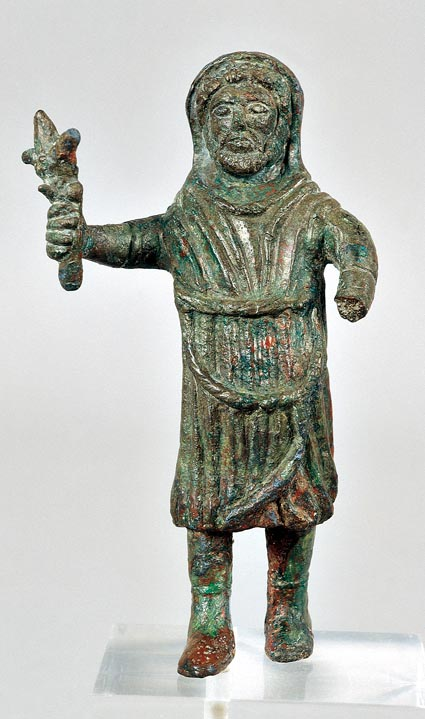
Figurine en bronze représentant Jupiter (IIIe siècle)
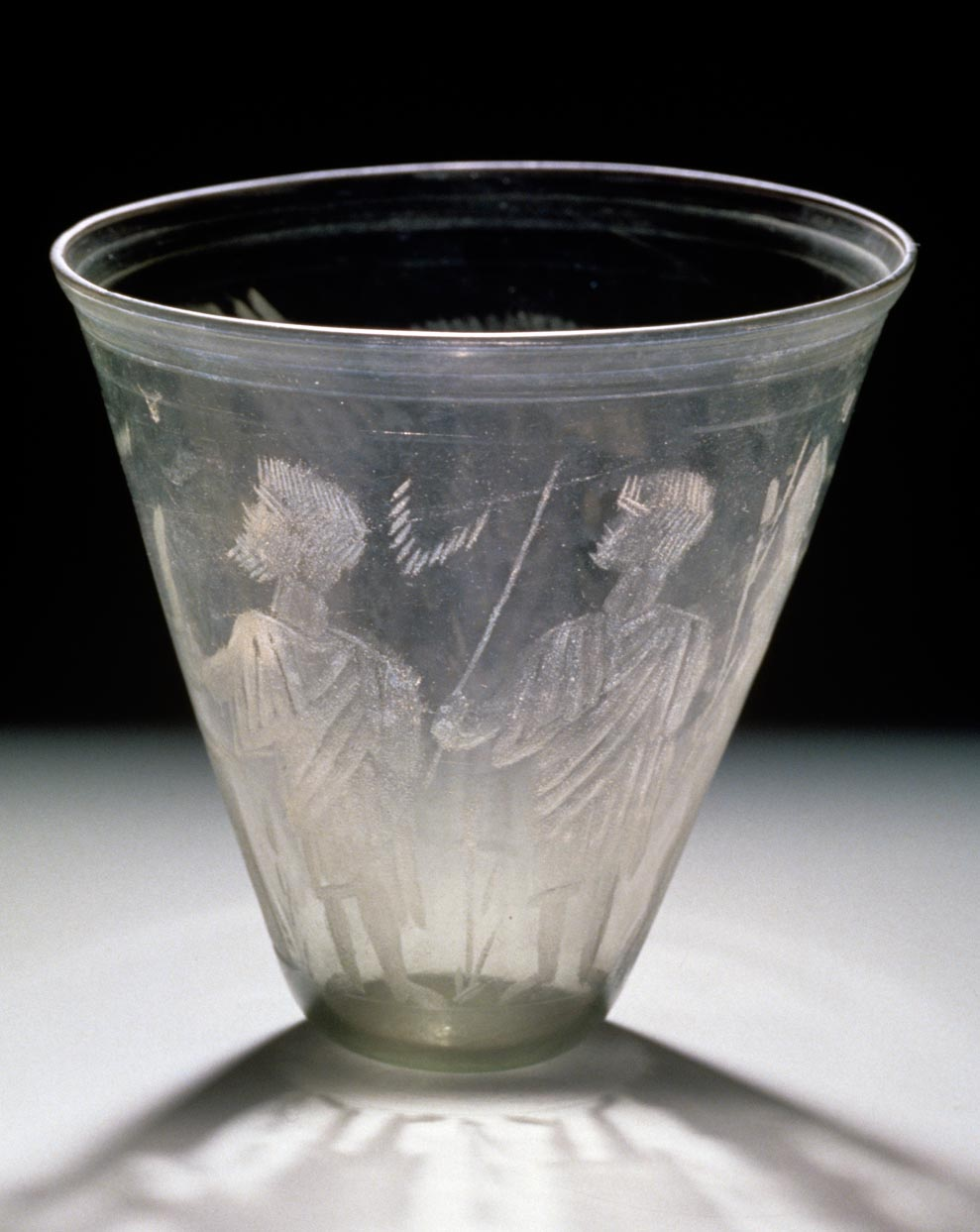
Verre gravé de scènes de l’Ancien Testament (début du IVe siècle)

La vie quotidienne peut être appréhendée aussi bien à travers la multitude de petits objets livrés par les fouilles (céramiques, verreries, lames à huile, outils, armes, bijoux, jouets...) qu'à partir de l'iconographie des stèles funéraires représentant les Gallo-Romains dans leurs activités quotidiennes.

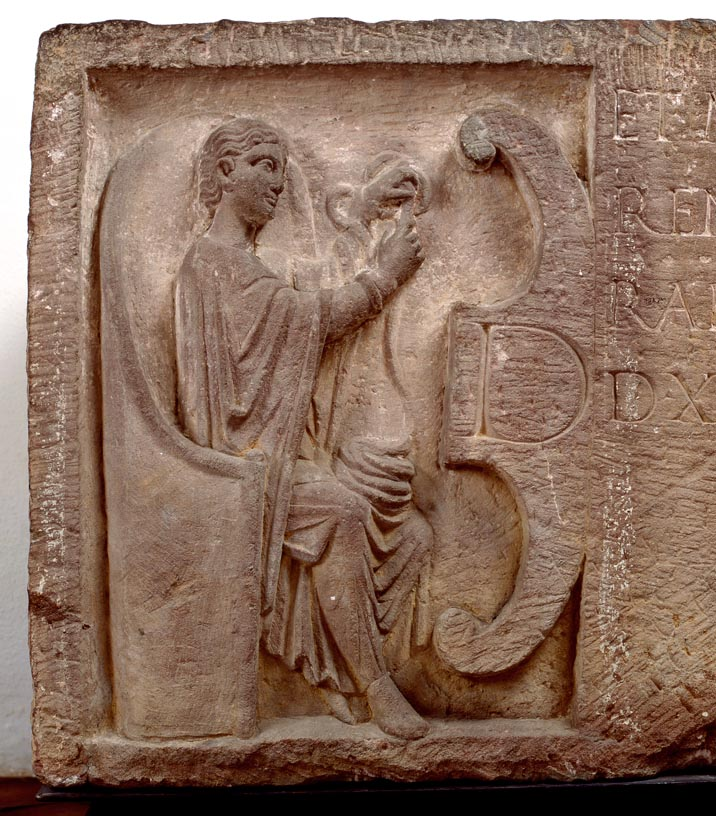
Une des Parques décorant le sarcophage de Florentina

Les fouilles de nécropoles et les nombreuses sculptures votives découvertes à Strasbourg et en Alsace nous introduisent aussi dans le monde complexe des rites funéraires et des croyances. Des divinités héritées du vieux fond celtique local coexistent pacifiquement avec les dieux importés par les Romains ; Mercure y est omniprésent, associé à Jupiter, Mars, Minerve, Junon, Apollon, Bacchus, Hercule. Ces divinités romaines côtoient Épona, Ésus, Taranis, Sucellus, le « Père Rhin » et les anciennes déesses-mères gauloises. Le culte du dieu solaire Mithra se répand dans tout l'Empire à partir du IIe siècle, concurrençant fortement le christianisme naissant au Bas-Empire.

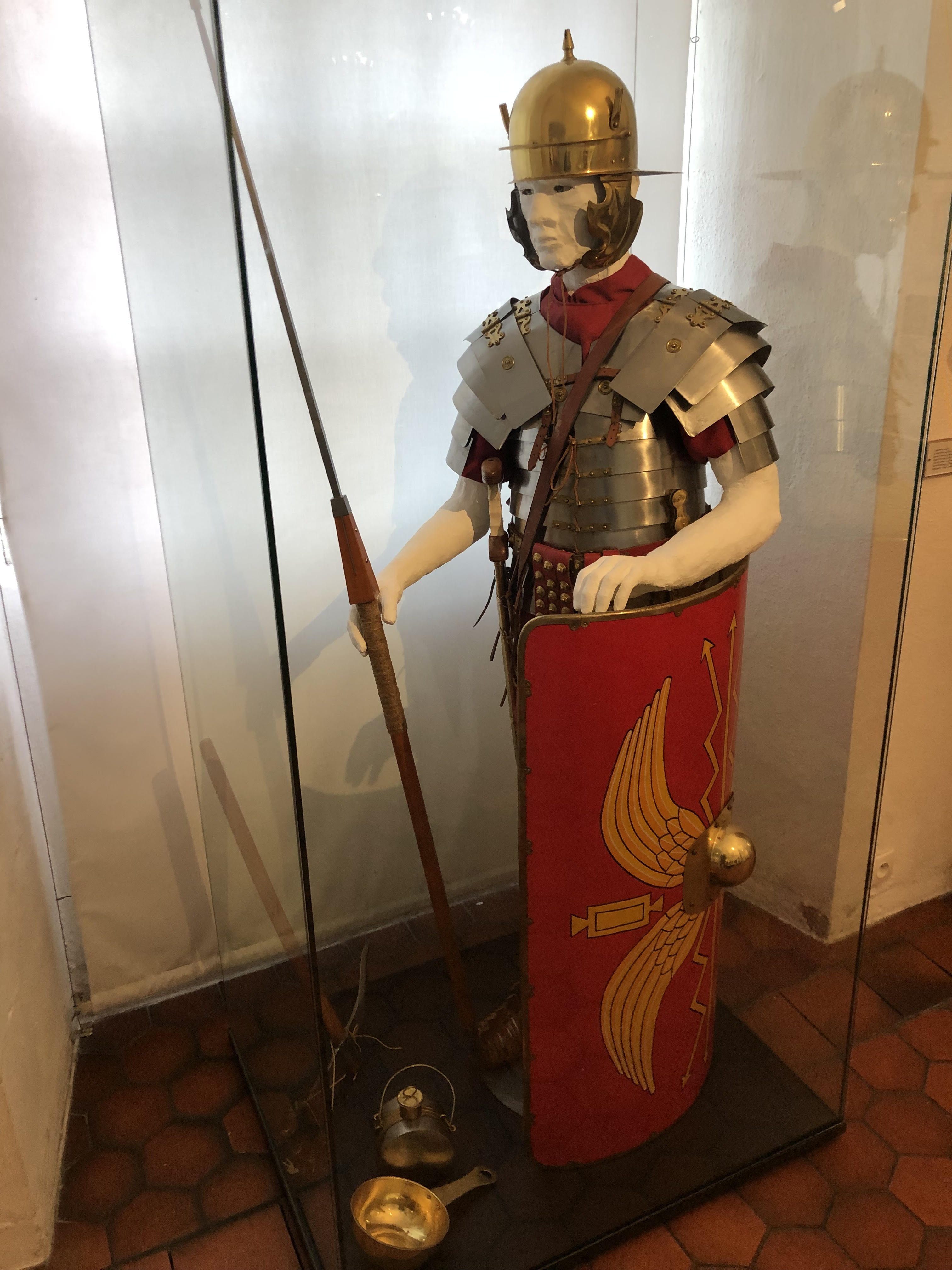
reconstitution d'un légionnaire romain par Jean-Claude Goepp, 2005.

### L’Alsace mérovingienne et les débuts du Moyen Âge (salle 019)

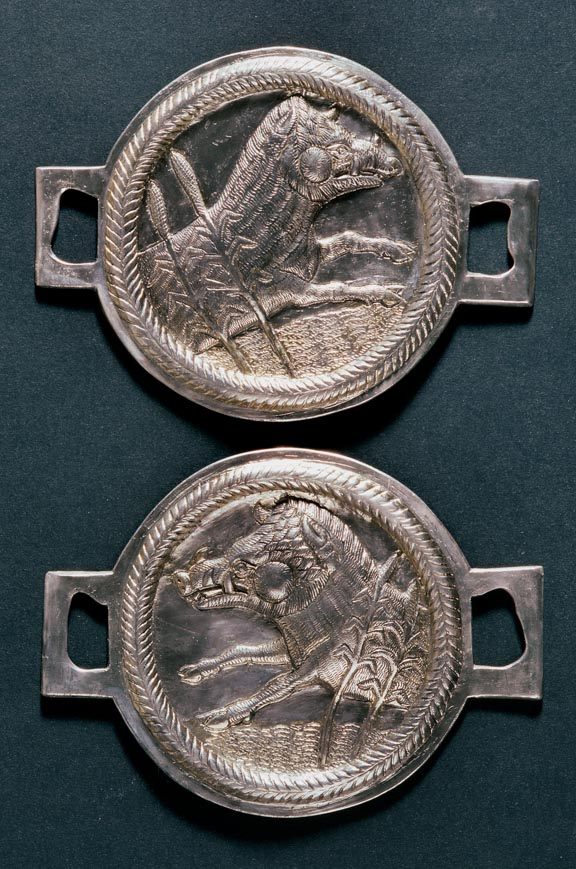
Phalères décorées d’un sanglier
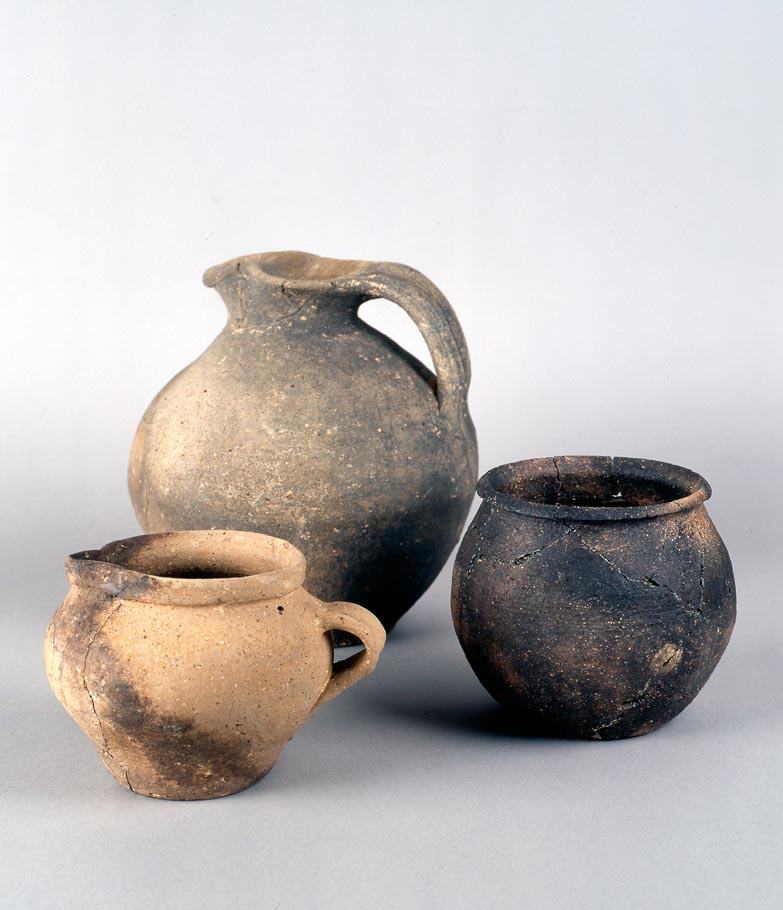
Ensemble de céramiques mérovingiennes

Après l'invasion des Huns en 451 et la disparition de l'autorité romaine, Alamans et Francs vont étendre leur domination en Alsace. La région est intégrée au royaume d'Austrasie en 532 puis devient duché administré par de hauts fonctionnaires d'origine franque en 635 : le père de sainte Odile, le duc Étichon, est le troisième duc d'Alsace.
Les fouilles archéologiques révèlent la continuité et la densité de l'occupation de la plaine. L'habitat reste encore mal connu, car la quasi-totalité des sites repérés sont des nécropoles. Elles se caractérisent par la présence de tombes en dalles de pierre voisinant avec des inhumations en cercueil de bois ou en pleine terre, formant des rangées parallèles, selon une orientation préférentielle Est-Ouest, au soleil levant.
Malgré les interdictions répétées de l'Église, le mobilier funéraire reste abondant jusqu'au VIIe siècle-VIIIe siècle : céramiques, verreries, armes, bijoux, objets de la vie quotidienne accompagnent le défunt dans son voyage vers l'au-delà. La diversité de l'armement est remarquable ; spatha, scramasax, épées longues finement damassées, boucliers, francisques et framées équipent la caste guerrière qui domine la société mérovingienne. de nos frontières et témoigne du goût des princes mérovingiens pour les pièces d'équipement militaire de qualité. Il en est de même pour les phalères honorifiques en vermeil découvertes à Ittenheim, décor d'un harnachement de parade. Les bijoux (fibules, boucles d'oreilles, colliers, bracelets) allient la finesse du travail de l'or, de l'argent et du bronze au chatoiement de pierres aux multiples couleurs et révèlent un goût « barbare » pour les pièces rutilantes et contrastées.
La société mérovingienne s'organise selon un modèle pré-féodal où la masse de la population − paysans et artisans − est dominée par une aristocratie guerrière, progressivement soumise à l'autorité de l'Église, au fur et à mesure que progresse la christianisation du pays et que les monastères étendent leur autorité.

## Un musée qui enrichit constamment ses collections
Le Musée Archéologique est le lieu de dévolution privilégié d’une large partie de l’abondant mobilier issu des fouilles archéologiques prescrites par le Ministère de la Culture (Service régional de l’Archéologie). Il s’agit essentiellement du produit de fouilles effectuées à Strasbourg, sur le territoire de la Communauté Urbaine et dans une large partie du Bas-Rhin. Ces acquisitions, faites conformément à la loi, font chaque année l’objet de conventions signées entre la Ville et l’État. Ces nouvelles acquisitions sont ensuite présentées au public de façon permanente dans les salles ou dans les vitrines du musée ou valorisées à l’occasion d’expositions temporaires.

### Des peintures murales retrouvées place du Château

Fresques romaines de la place du Château
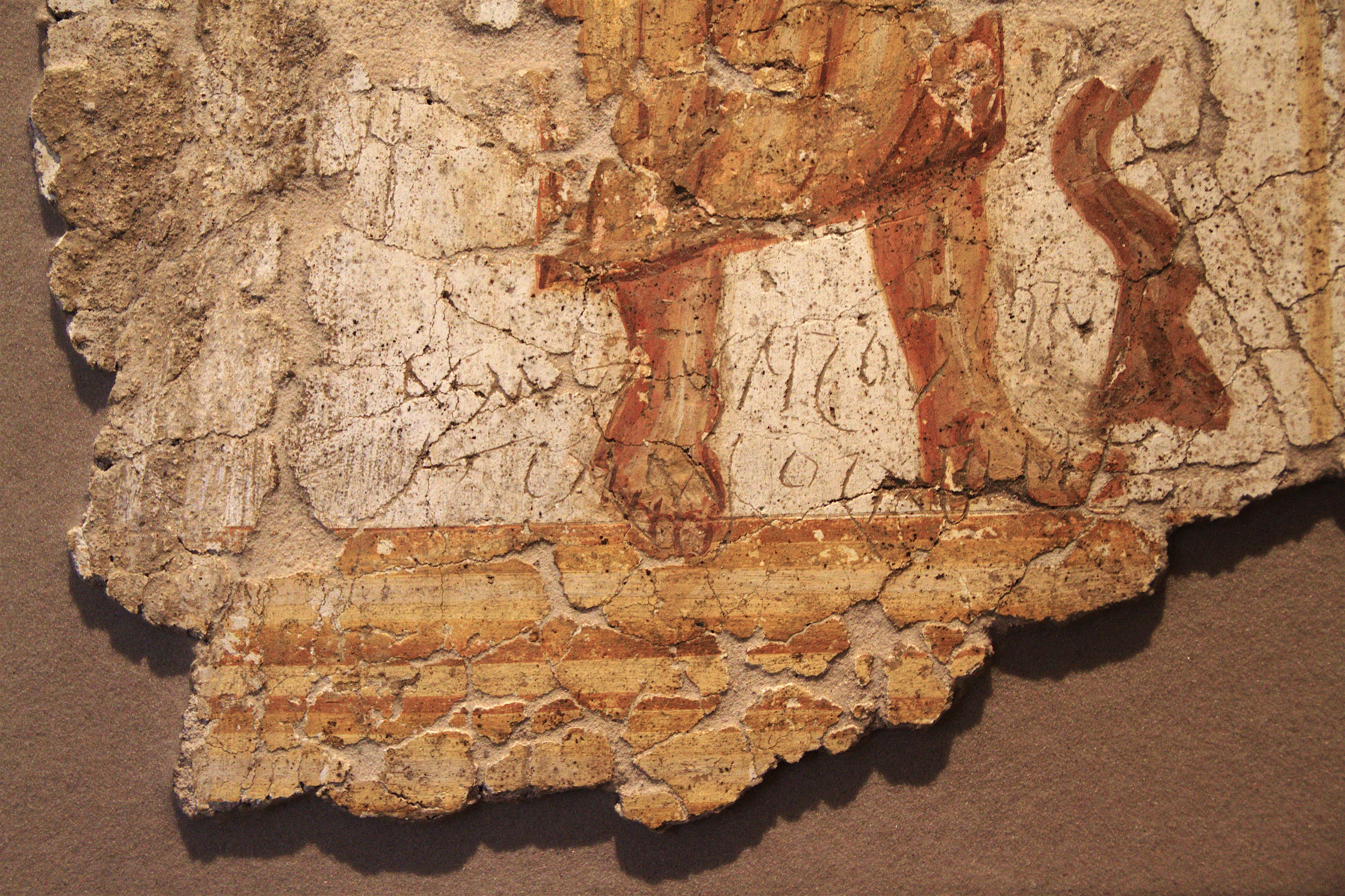
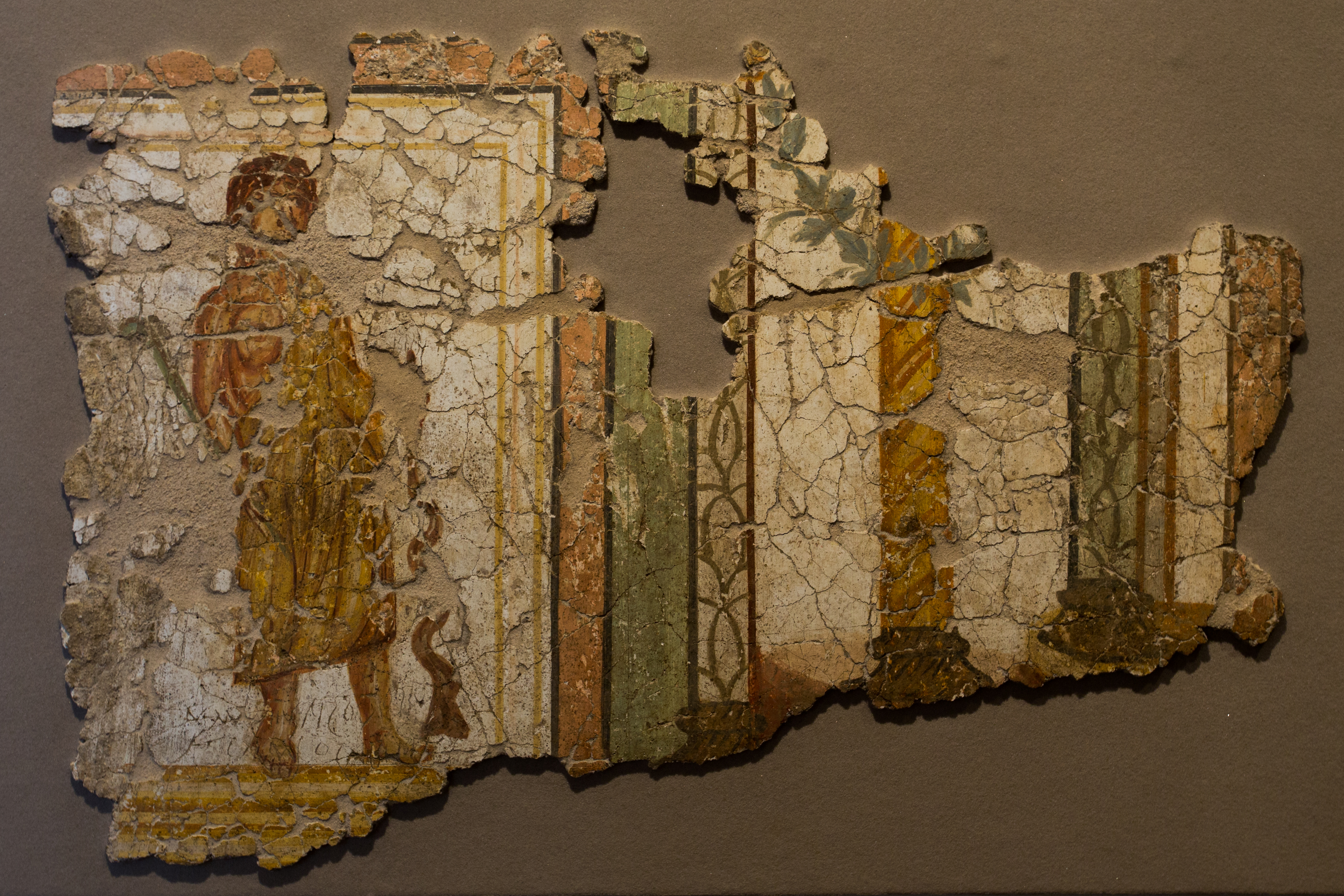
Personnage debout, fresque découverte place du Château à Strasbourg.
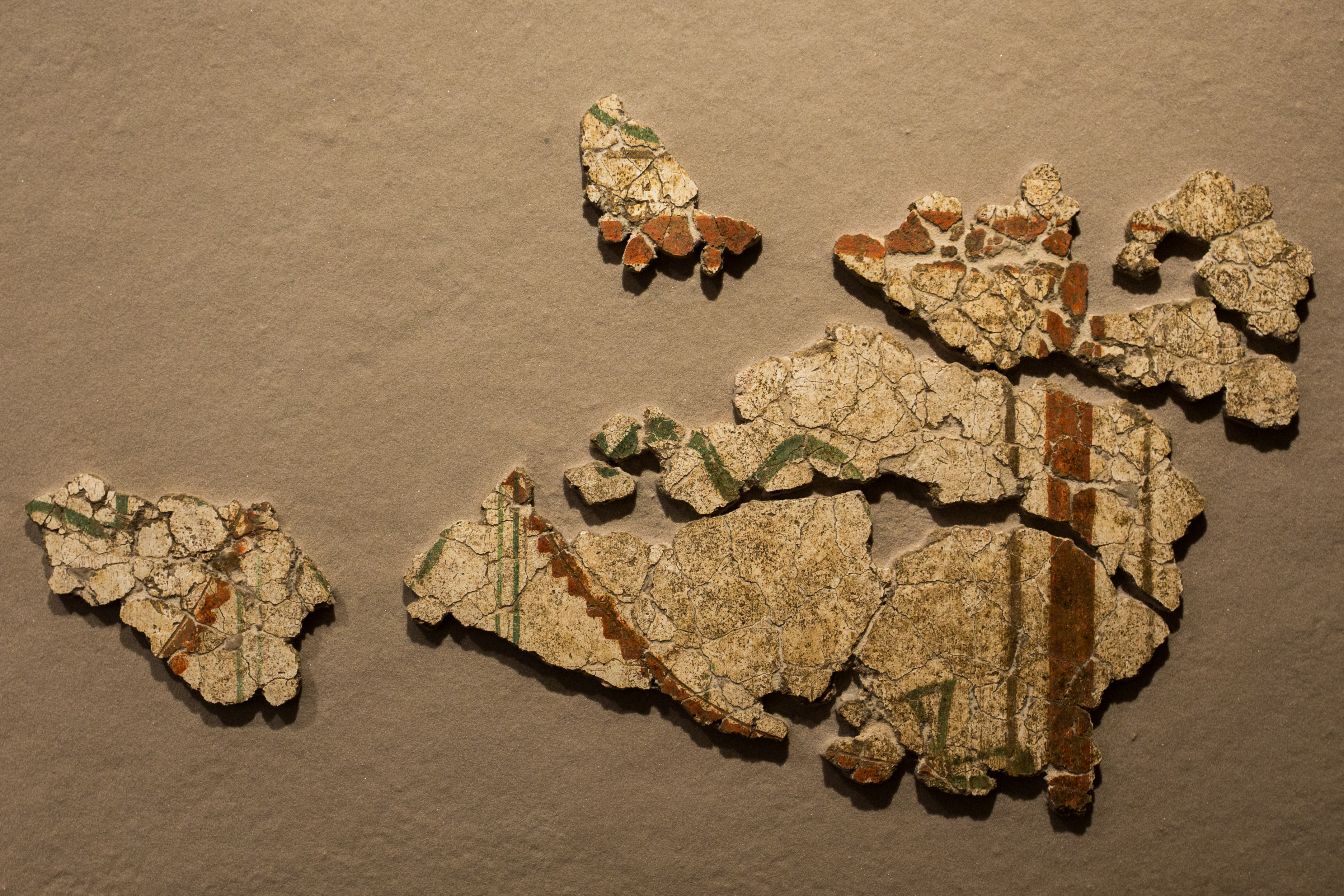
Décor de guirlande rouge accrochée par un nœud vert, fresque découverte place du Château à Strasbourg.

Situé dans l’enceinte du camp légionnaire, le chantier archéologique de la place du Château à Strasbourg, mené par l’Institut national de recherches archéologiques préventives en 2012, a livré entre autres découvertes, deux remarquables peintures murales romaines. Elles ornaient les murs de deux pièces attenantes. Cette demeure se trouvait dans la praetentura du camp de la VIIIe légion qui abrite les maisons des six tribuns de la légion et les baraquements d’une ou plusieurs cohortes. Le choix du thème iconographique, de même que les graffitis, indiquent que le propriétaire des lieux − peut-être un des tribuns de la légion − appartenait à une classe sociale élevée et cultivée.
La première peinture présente une guirlande rouge accrochée par un nœud vert au cadre rouge et noir d’un panneau blanc. Ce motif, fréquent dans l’iconographie antique, devait être répété en plusieurs panneaux identiques sur le mur de la pièce. La seconde peinture présente un personnage debout dans une architecture fictive, composée d’une colonnade et d’un édicule à fronton qui lui sert d’écrin. Il a pour seul vêtement un manteau qui lui laisse l’épaule droite dénudée, un type de représentation bien connue pour les figures de philosophes. Il tient dans la main droite un objet s’apparentant au pedum, bâton qui servait au berger à crocheter les pattes de ses chèvres pour les attraper. Quant à l’attribut tenu dans la main gauche, il pourrait s’agir d’un bâton de pèlerin, mais son aspect sinueux évoque aussi un serpent saisi par la queue et à la gueule béante.
Des graffitis invitant à trinquer accompagnent cette représentation. Inscrits par deux mains différentes, ils fonctionneraient comme une réponse du second au premier ou comme une surenchère.

### Une nouvelle stèle de cavalier romain

La stèle funéraire du soldat Comnisca
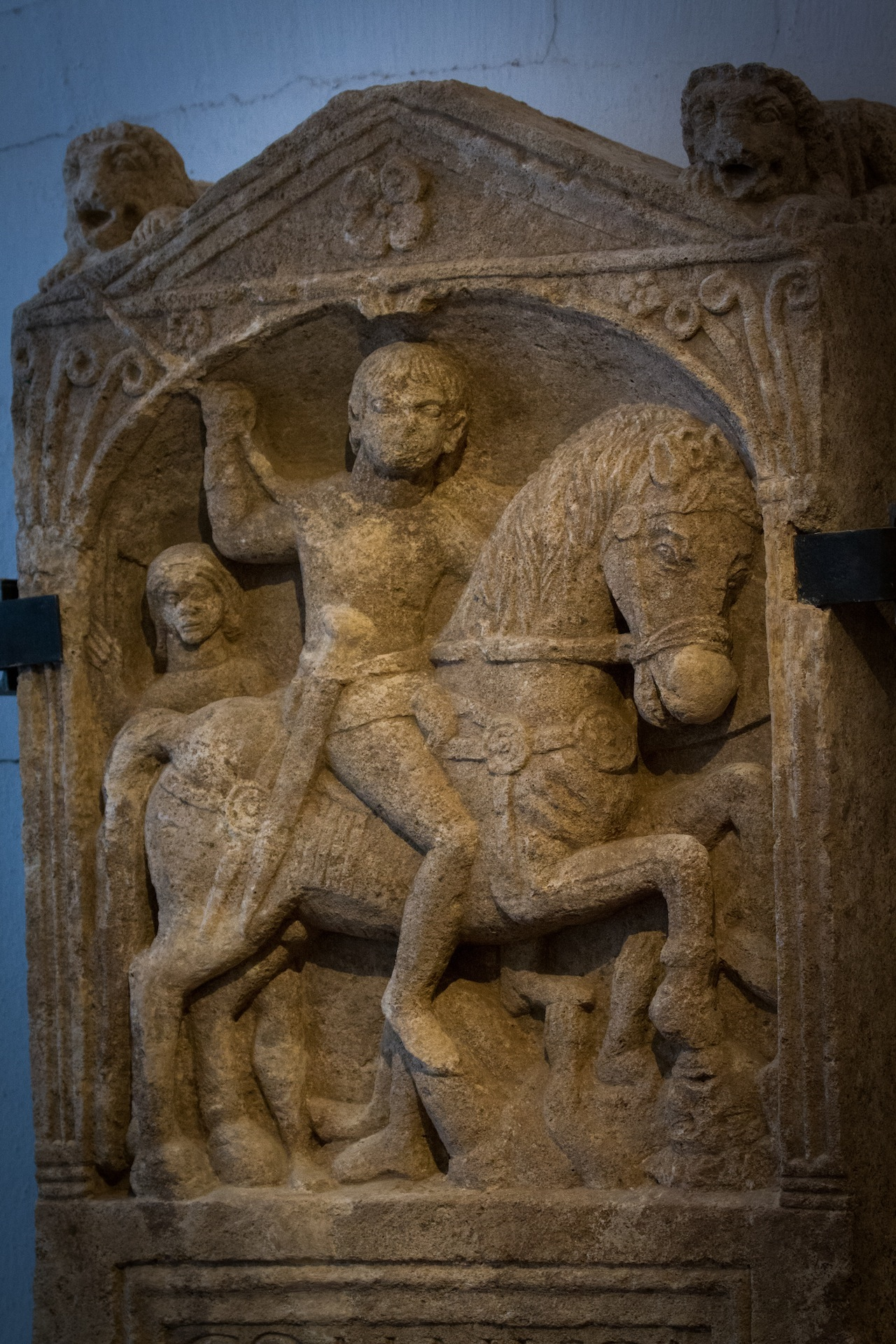
Stèle funéraire du soldat Comnisca, découverte à Kœnigshoffen.
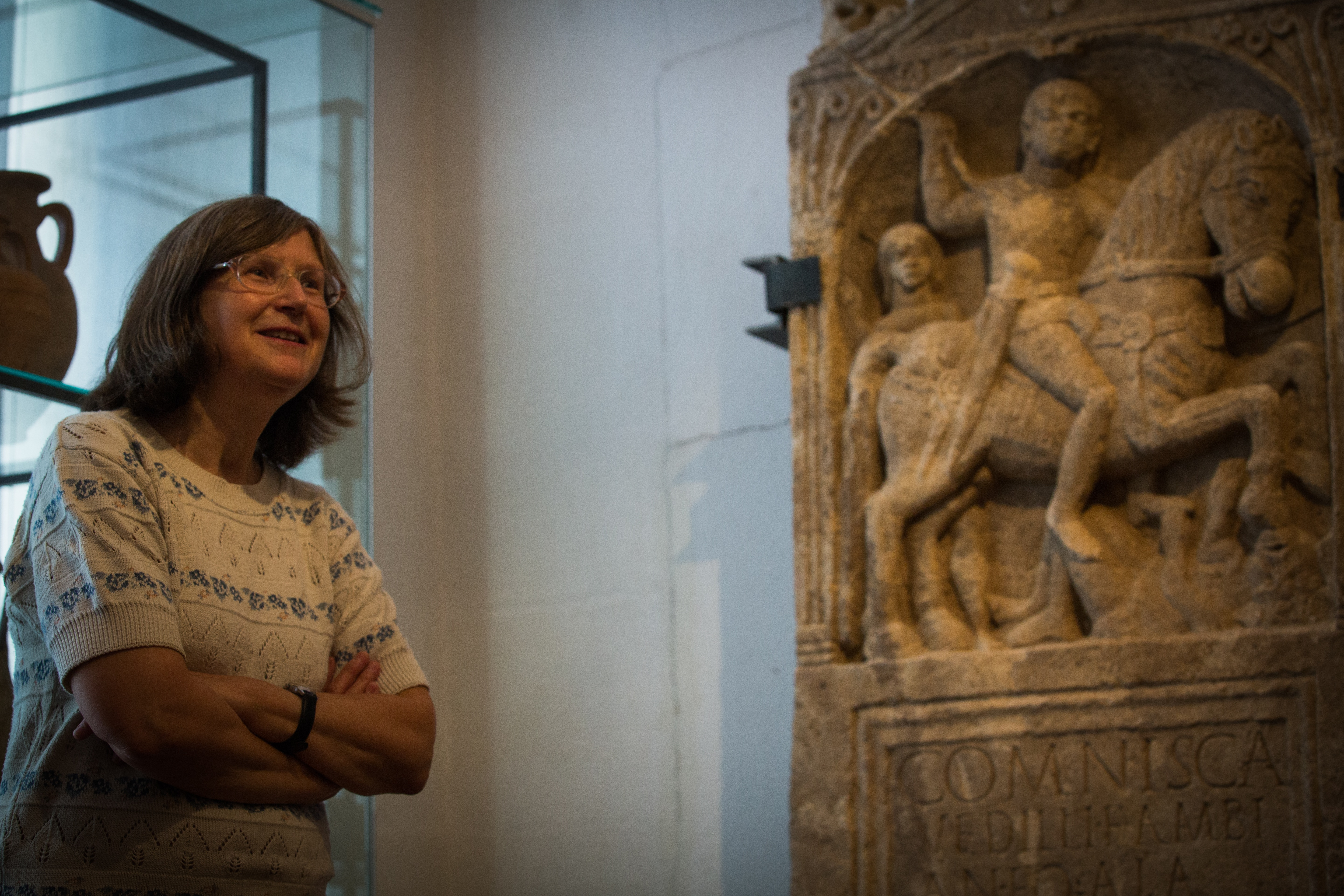
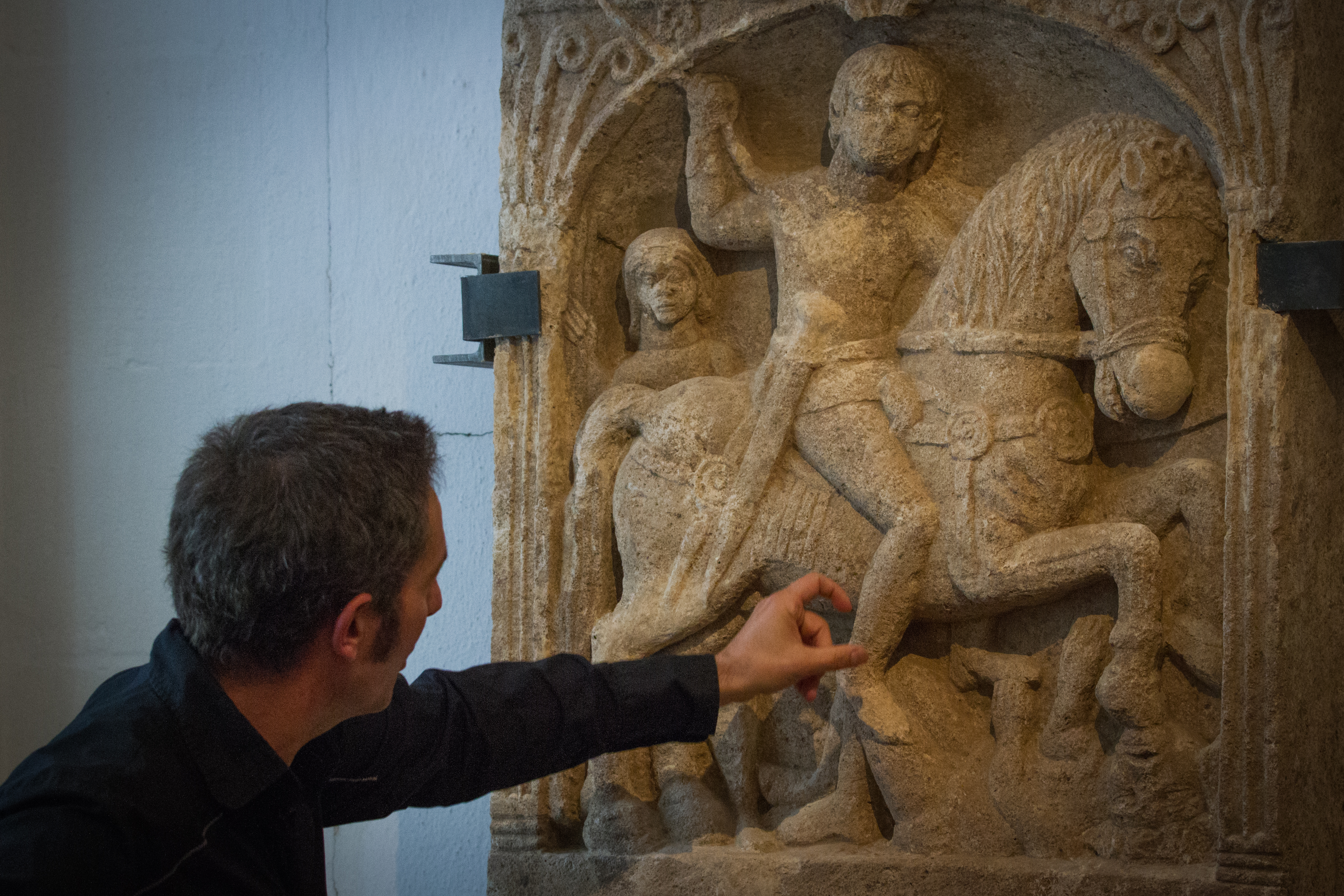
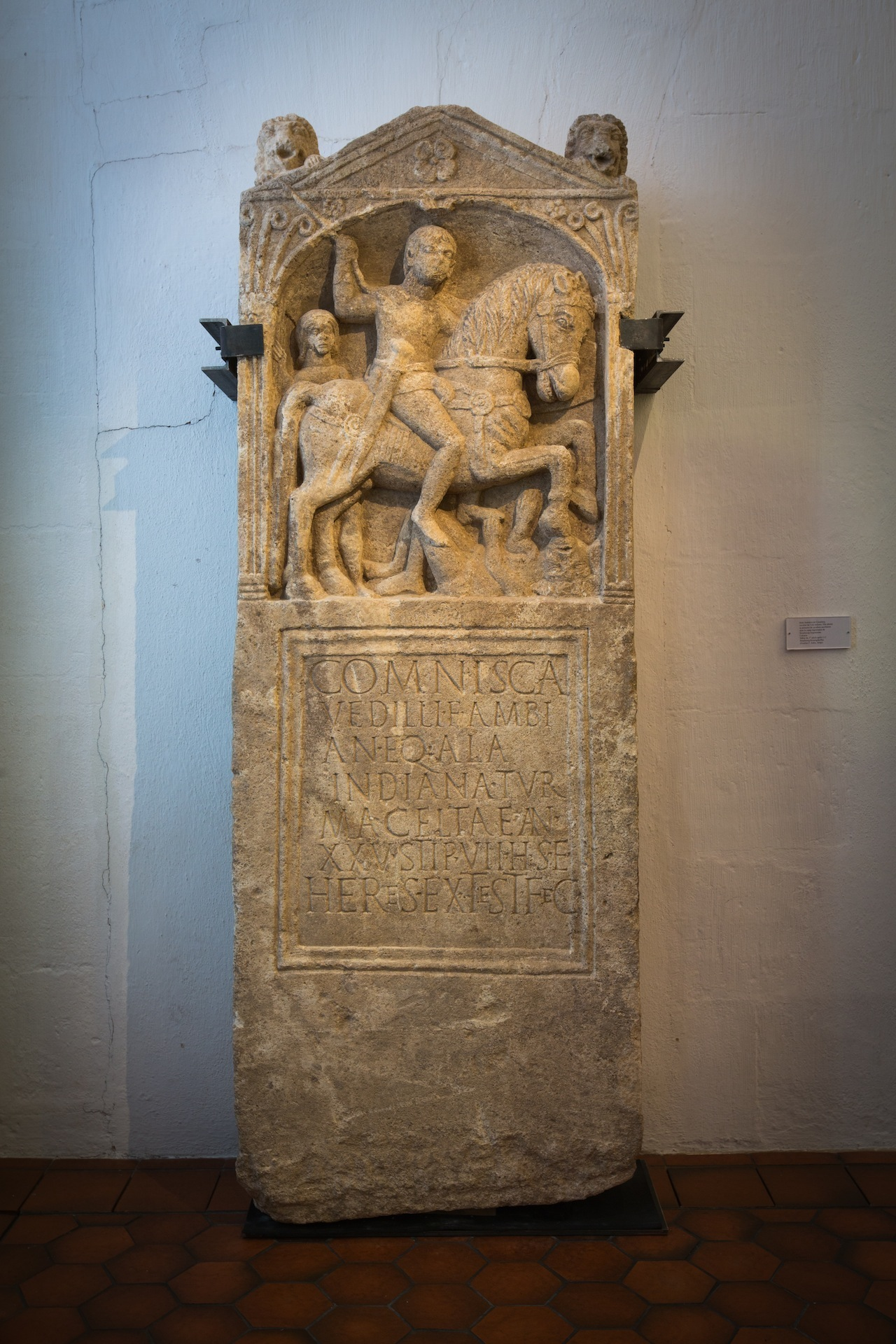
Stèle funéraire du soldat Comnisca, découverte à Kœnigshoffen.

Découverte à l’entrée du faubourg romain de Koenigshoffen lors de fouilles de diagnostic archéologique avant travaux, par l’Institut national de recherches archéologiques préventives, cette stèle funéraire en calcaire a été localisée dans le secteur de la nécropole légionnaire. Le soldat Comnisca, brandissant une lance, est représenté sur un cheval cabré, qui piétine un adversaire vaincu. Un valet d’armes se tient derrière lui. Le monument est datable de la première moitié du Ier siècle apr. J.-C.

L’inscription nous livre plusieurs informations intéressantes, dont le nom du personnage (qui porte le nom celtique de Comnisca) et sa filiation, le nom de son unité et l’âge de son décès : « Comnisca, fils de Vedillus, de la tribu des Ambiens, cavalier de l’aile Indiana, de l’escadron de Celta, est mort à 25 ans, après 7 ans de service dans l’armée. Il repose ici. Son héritier a fait dressé cette stèle selon son testament ».

## Expositions temporaires

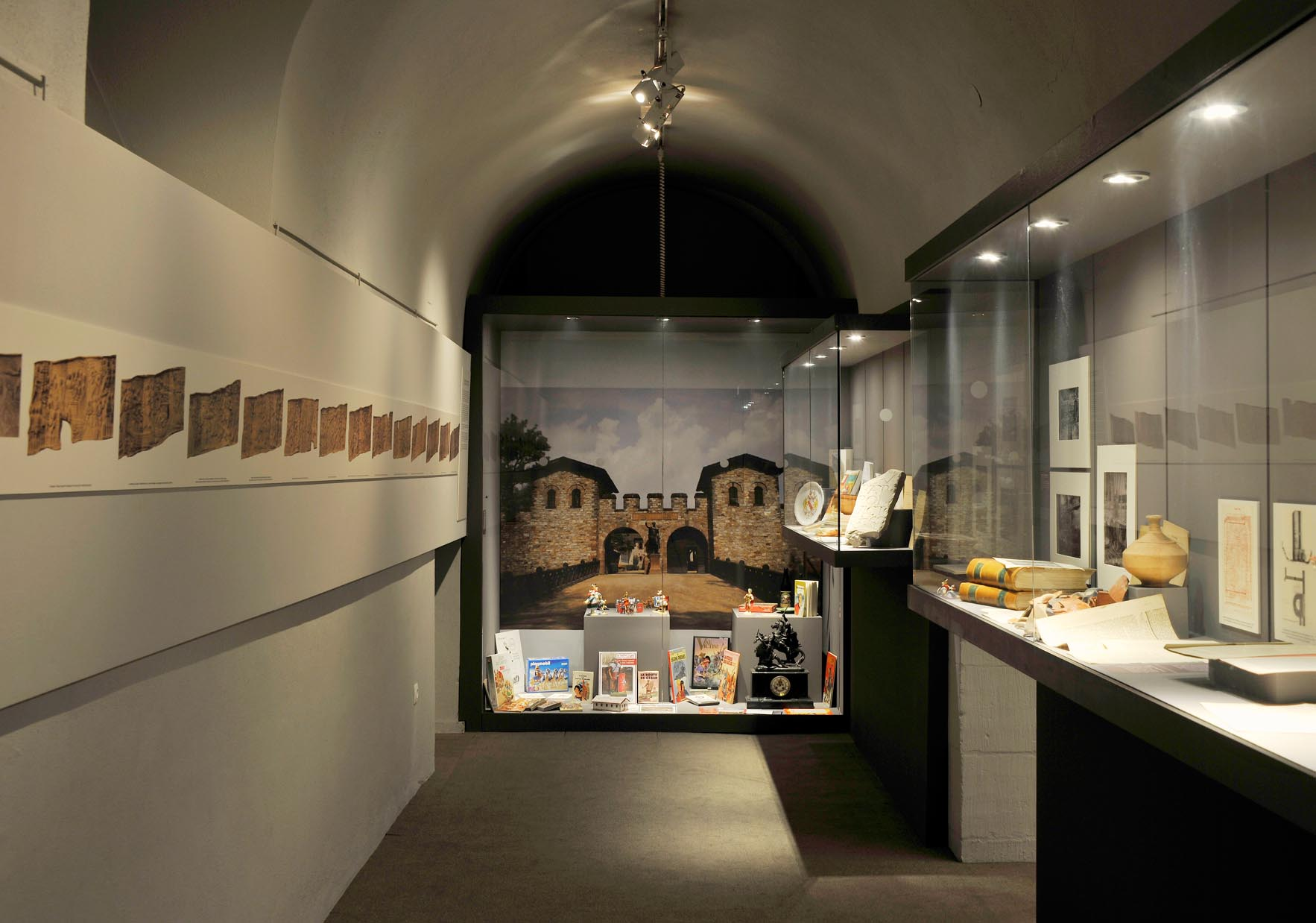
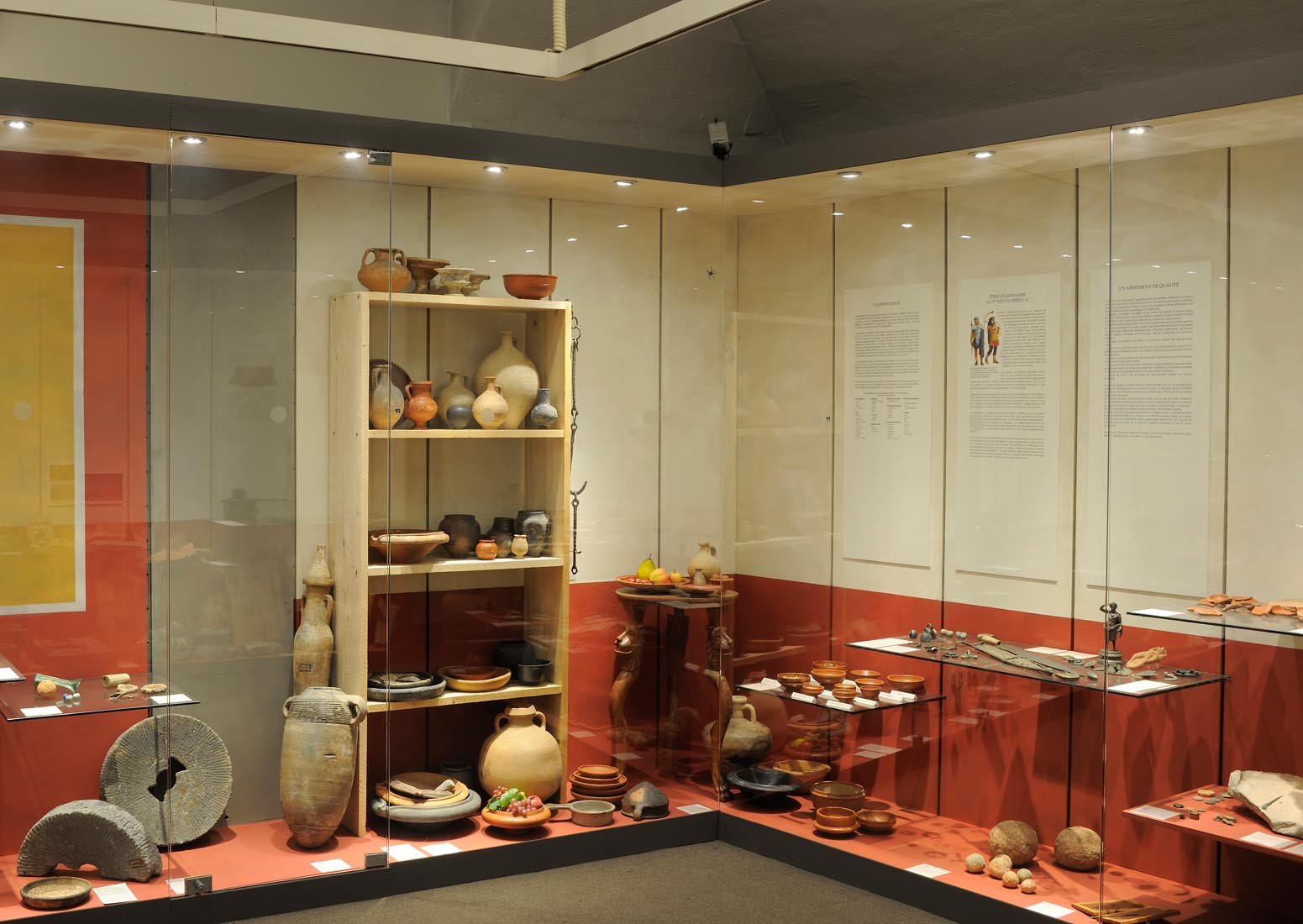

Des expositions temporaires sont régulièrement conçues et organisées par le musée pour faire connaître au grand public l’actualité archéologique et les résultats des recherches menées en Alsace (en particulier à travers la série « Fouilles récentes »). De nombreuses thématiques permettant de porter un regard différent ou décalé sur l’archéologie et ses méthodes ont également été abordées, en particulier depuis la réouverture du musée en 1992. Voici la liste de l’ensemble des expositions présentées depuis 1982, ainsi que leurs lieux et dates de présentation.

1982 : De Sumer à Babylone

Bibliothèque municipale de Strasbourg (en collaboration avec l'Université de Strasbourg et le 

Département des Antiquités orientales du musée du Louvre)

21 janvier - 27 mars 1982

1984 : 3500 après J.-C. (exposition conçue et réalisée avec l'artiste alsacien R. E. Waydelich) 

Musée Archéologique

12 juillet - 9 septembre 1984

1984 : Emar, un royaume sur l'Euphrate au temps des Hittites

Salle d'expositions des Musées au Musée Historique (en collaboration avec l'Université de Strasbourg – Institut d’Antiquités orientales)

23 février - 29 avril 1984

1985 : Hommage à G.F. Heintz - 50 ans d'activité archéologique en Alsace

Salle d'expositions temporaires du musée

17 janvier au 17 février 1985

1985 : Fouilles récentes : Geispolsheim, un village vers 3000 av. J.-C.

Salle d'expositions temporaires du musée

5 juillet - 14 octobre 1985

1985 : Dix ans d'enrichissement des Musées (1975-1985)

Parcours à travers les collections

Novembre 1985

1985 : Archéologie et projet urbain

Salle d'expositions temporaires des Musées (Musée Historique)

9 décembre 1985 - 15 janvier 1986

1985 : Navigation et émigration des Vikings

Galerie Heitz, Palais Rohan (accueil d'une exposition réalisée par l'Institut culturel danois)

28 mai au 23 juin 1986

1986 : Fouilles récentes : Un tumulus de l'Âge du Fer à Mussig

Salle d'expositions temporaires du musée

29 septembre 1986 au 30 mars 1987

1987 : Le millénaire de la dynastie capétienne 987 - 1987

Galerie Heitz, Palais Rohan

Accueil d'une exposition conçue par la Délégation aux Célébrations Nationales

6 juin au 31 juillet 1987

1987 : Fouilles récentes : Nordhouse, rites funéraires de l'Âge du Bronze et du Fer

Salle d'expositions temporaires du musée

6 juin au 31 décembre 1987

1988 : - 12. Aux origines de Strasbourg (pour le bimillénaire de la ville de Strasbourg)

Salle d'expositions temporaires des musées (musée historique)

24 mars au 31 mai 1988

1990 : Vivre au Moyen Âge. 30 ans d'archéologie médiévale en Alsace

Galerie d'exposition des musées à l'Ancienne Douane (en collaboration avec le Service régional de l'archéologie d'Alsace)

14 mai - 4 novembre 1990

1992 : Wolfisheim. Un village de l'Âge du Fer ( « Fouilles récentes » 1)

Musée archéologique, salle d'expositions temporaires (en collaboration avec le Service régional de l'archéologie)

8 octobre 1992 - 31 mars 1993

1993 : Mutzig. Les chasseurs de mammouths dans la vallée de la Bruche 

(« Fouilles récentes » 2)

Musée archéologique, salle d'expositions temporaires (en collaboration avec le Service régional de l’archéologie)

9 octobre 1993 - 31 mars 1994

1994 : Strasbourg. 10 ans d'archéologie urbaine ( « Fouilles récentes » 3)

Galerie d'exposition des musées à l'Ancienne Douane (en collaboration avec le Service régional de l’archéologie)

15 octobre 1994 - 29 janvier 1995

1994 : Archéopub. La survie de l'Antiquité dans notre vie quotidienne

Musée archéologique, salle d'expositions temporaires 

20 mai - 31 décembre 1994

1995 : Mutarotnegra/Argentoratum 3790 après J.-C. (exposition organisée avec l'artiste alsacien Raymond Waydelich)

Musée archéologique, salle d'expositions temporaires

1er juin - 30 septembre 1995

1995 : Autour du Néolithique. 5500 - 2200 av. J.-C.

Musée archéologique, salle d'expositions temporaires

14 octobre 1995 - 28 février 1996

1996 : Haches de pierre. Carrières et échanges de lames polies au Néolithique

Musée historique, salle d’expositions temporaires et musée archéologique

20 avril - 31 août 1996

1997 : Niedernai. Une nécropole des Ve et VIe siècles apr. J.-C. ( « Fouilles récentes » 4)

26 avril - 2 novembre 1997

Musée archéologique, salle d'expositions temporaires

1997 : De l'Homme de Néandertal à Vauban. Dix ans d'archéologie dans le Bas-Rhin

Hôtel du Département/ Conseil général du Bas-Rhin - hall d'exposition

10 juillet - 31 août 1997

1998 : Un rêve d'éternité. Antiquités égyptiennes de la collection G. Schlumberger

Musée archéologique, salle d'expositions temporaires

14 mars 1998 – 1er novembre 1999

1998 : Trésors d'Italie du Sud. Grecs et Italiques en Basilicate

Galerie d'exposition des musées à l'Ancienne douane 

18 juin - 17 novembre 1998

1999 : Robert Forrer (1866-1947), archéologue, écrivain et antiquaire

Musée archéologique, salle d'expositions temporaires

27 novembre 1999 - 2 avril 2000

2000 : Strasbourg. Fouilles archéologiques de la ligne B du Tram (« Fouilles récentes » 5)

Musée archéologique, salle d'expositions temporaires

5 mai - 31 décembre 2000

2001 : L'archéologie en Alsace et en Moselle au temps de l'Annexion (1940-1944)

Musée Archéologique, salle d'expositions temporaires (en collaboration avec le Service régional d’archéologie de Lorraine et les musées de Metz)

24 mars - 10 septembre 2001-10-10

2002 : Le mont Sainte-Odile, haut lieu de l'Alsace - Archéologie et histoire

Musée archéologique, salle d'expositions temporaires 

16 mai 2002 - 31 juillet 2003

2003 : Des signes et des mots. L’écriture, des origines au Moyen Âge

Musée archéologique, salle d'expositions temporaires 

25 septembre 2003 – 31 août 2004

2004 : Trésors mérovingiens d'Alsace. La nécropole d’Erstein (VIe – VIIe siècle apr. J.-C.)(« Fouilles récentes » 6)

Musée archéologique, salle d'expositions temporaires 

22 octobre 2004 – 31 août 2005

2005 : Histoire(s) de squelettes. Archéologie, médecine et anthropologie en Alsace

Musée archéologique, salle d'expositions temporaires (en collaboration avec la faculté de médecine de Strasbourg)

20 octobre 2005 -31 août 2006

2006 : Archéopub. La survie de l’Antiquité dans les objets publicitaires

Musée archéologique, salle d'expositions temporaires 

20 octobre 2006 – 31 décembre 2007

2008 : Rites de la mort en Alsace. De la Préhistoire à la fin du XIXe siècle

Musée archéologique, salle d’expositions temporaires

Dtaes

2009 : Hans Haug, homme de musées : une passion à l’œuvre

Galerie Heitz, palais Rohan et parcours inter-musées

9 octobre 2009 – 28 février 2010

2009 : 10 000 ans d’histoire ! Dix ans de fouilles archéologiques en Alsace

Musée archéologique, salle d'expositions temporaires (en collaboration avec le Service régional de l’archéologie et les divers opérateurs en archéologie préventive)

6 novembre 2009 – 31 août 2010

2010 : Strasbourg-Argentorate. Un camp légionnaire sur le Rhin (Ier au IVe siècle apr. J.-C.)

(« Fouilles récentes » 8)

Musée archéologique, salle d'expositions temporaires (en collaboration avec l’Institut national de recherches archéologiques préventives)

16 octobre 2010 – 31 décembre 2011

2012 : Un art de l’illusion. Peintures murales romaines en Alsace

Musée archéologique, salle d'expositions temporaires 

20 avril 2012 – 31 août 2013

2013 : À l’est du nouveau ! Archéologie de la Grande Guerre en Alsace et en Lorraine

Musée archéologique, salle d'expositions temporaires (en collaboration avec le pôle d'archéologie interdépartemental rhénan et les Services régionaux de l’archéologie d’Alsace et de Lorraine)

25 octobre 2013 – 31 décembre 2014

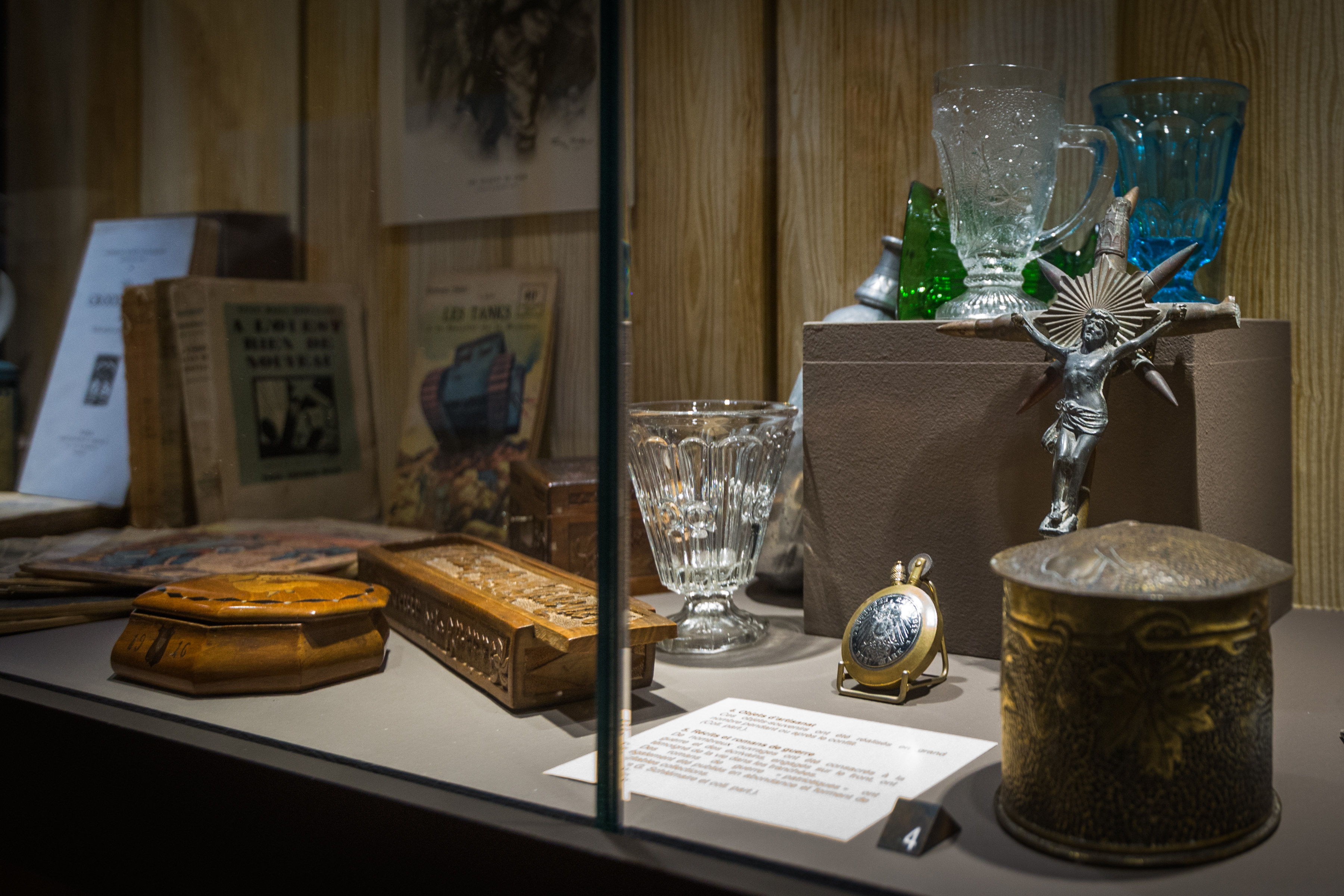
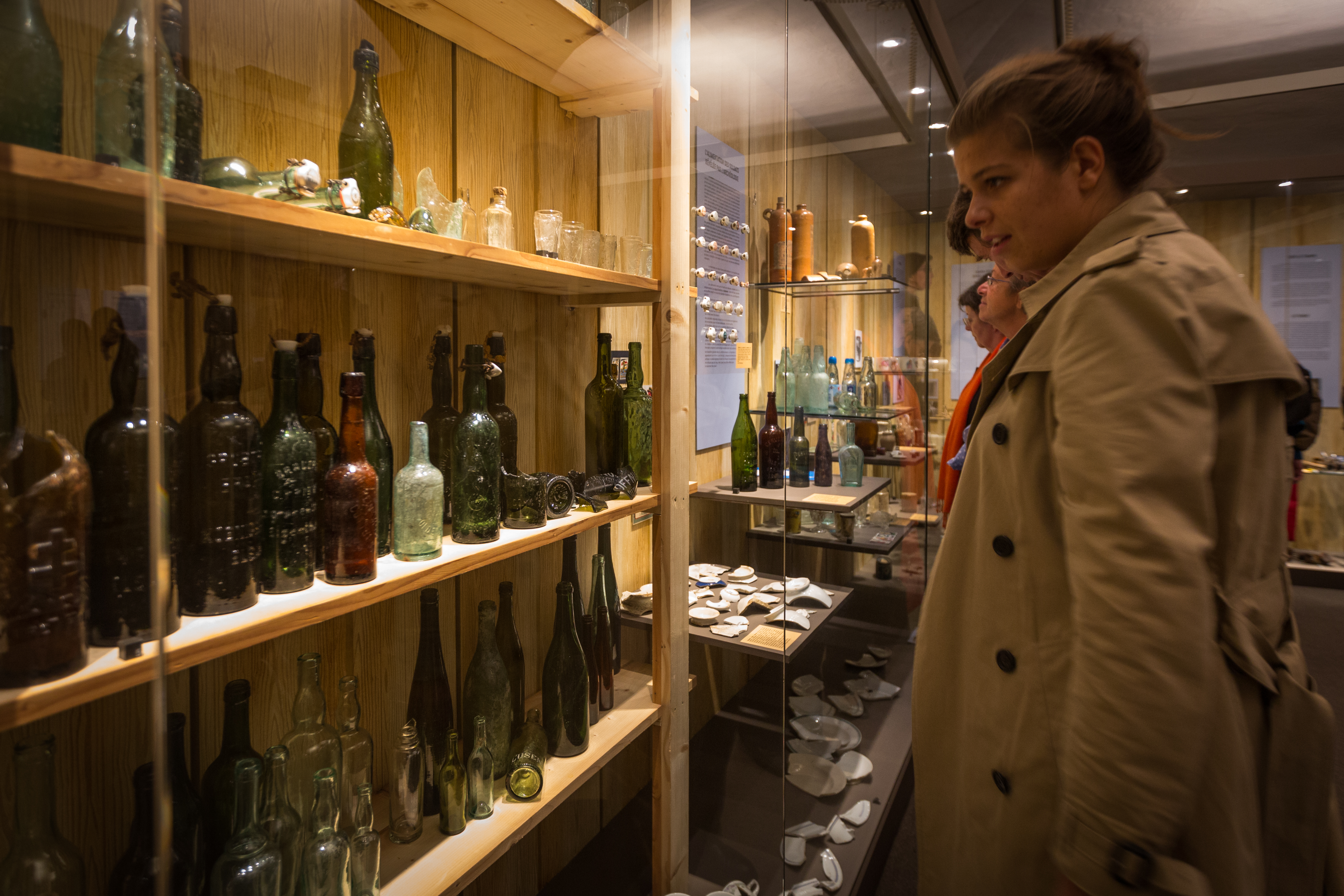
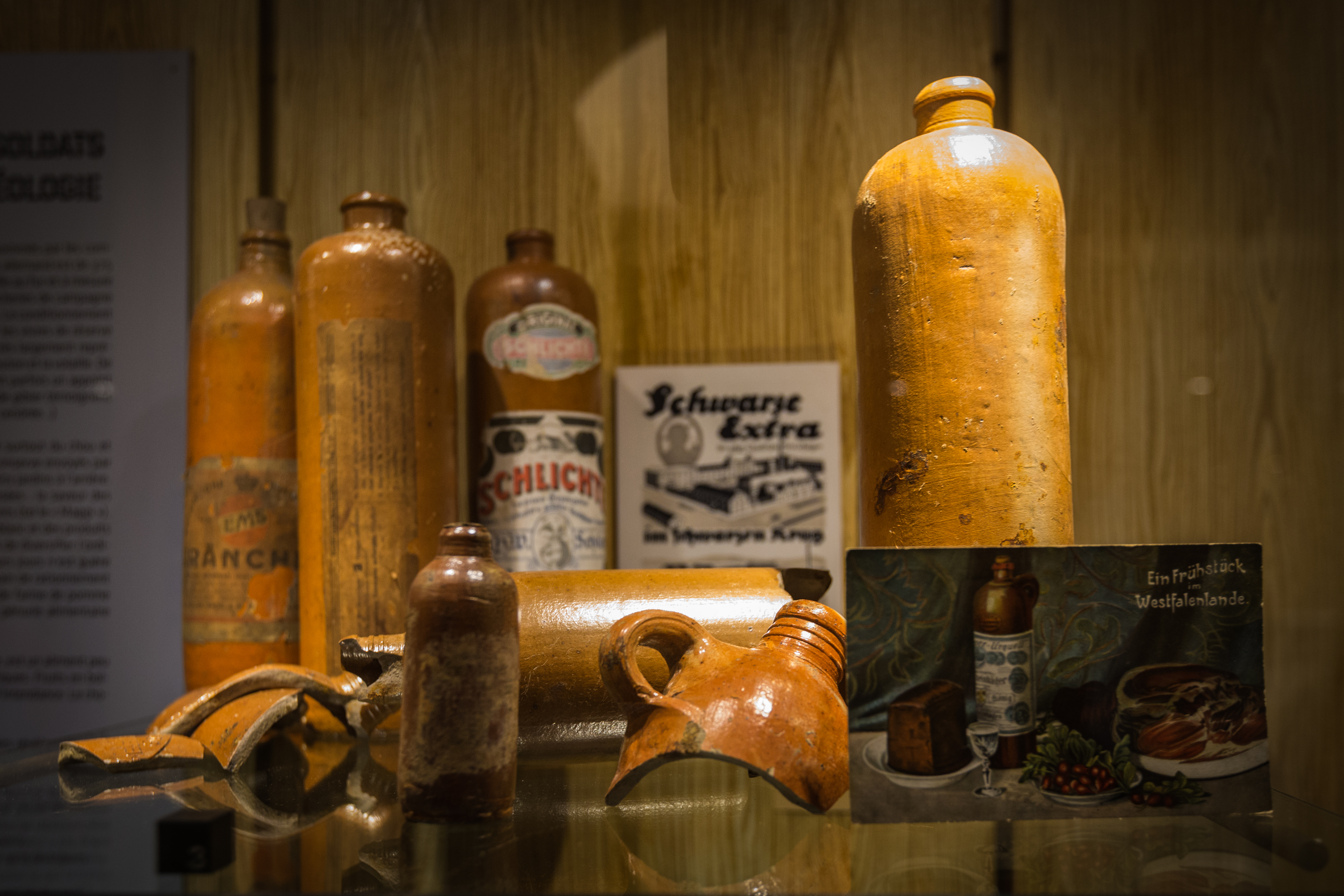

2018 : Vivre à Koenigshoffen à l'époque romaine
Musée archéologique, salle d'expositions temporaires
30 juin 2017 - 31 décembre 2018

## Une active politique de publication

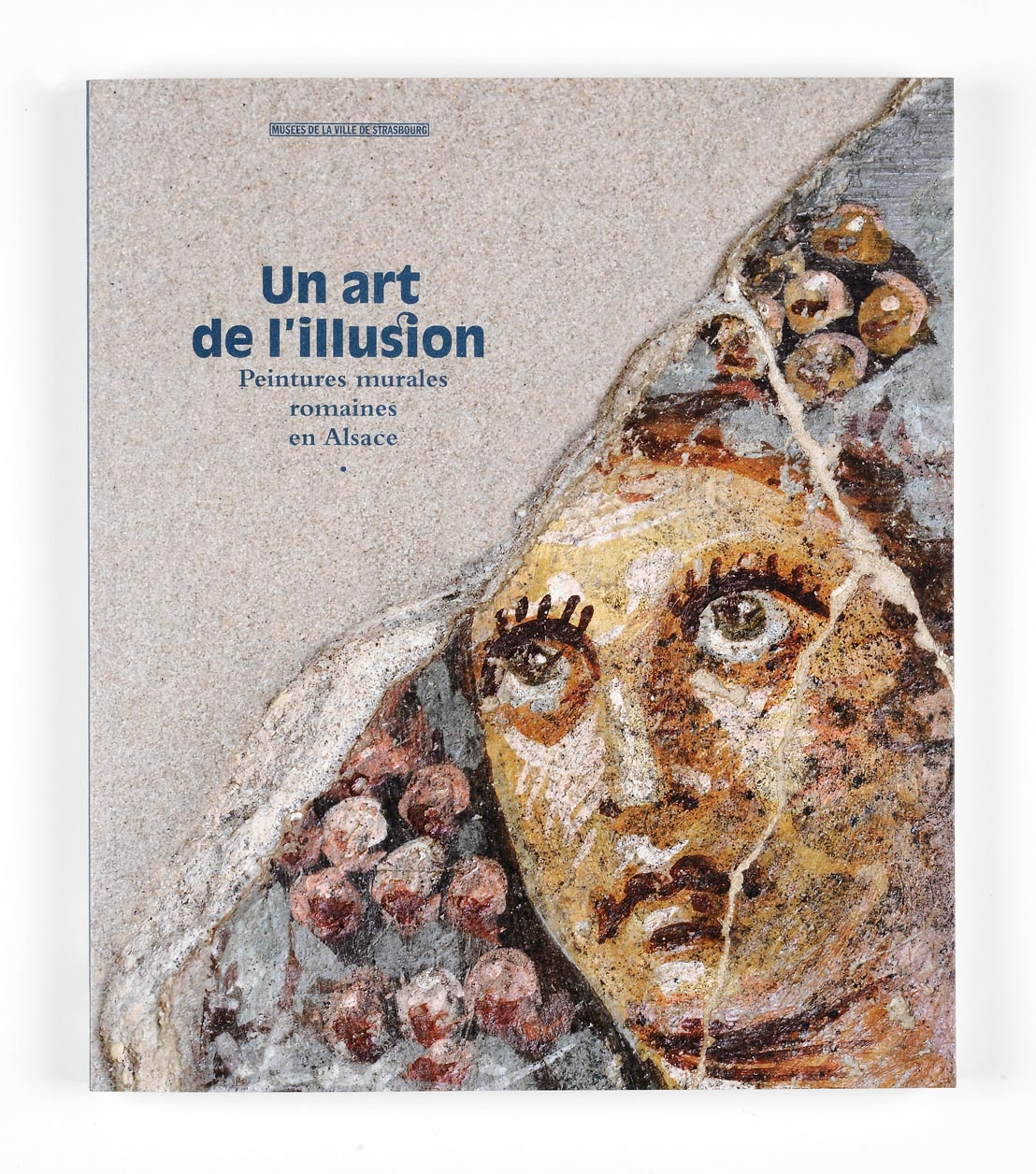
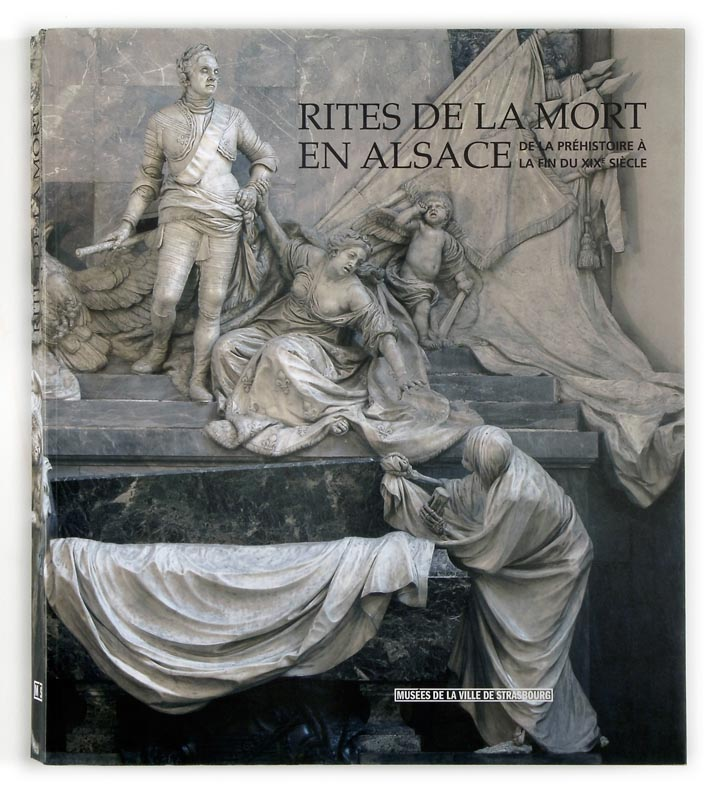

### Publications sur les collections
Bernadette Schnitzler et Jean Sainty

Aux origines de l’Alsace. Du Paléolithique au Mésolithique

Les collections du musée archéologique, tome 1

Éditions des musées de la ville de Strasbourg, 1992, 104 pages
Christian Jeunesse et Bernadette Schnitzler

Les Premiers agriculteurs. Le Néolithique en Alsace

Les collections du musée archéologique, tome 2

Éditions des musées de la ville de Strasbourg, 1993, 128 pages
Bernadette Schnitzler

Âge du Bronze, âge du Fer. La Protohistoire en Alsace

Les collections du musée archéologique, tome 3

Éditions des musées de la ville de Strasbourg, 1994, 108 pages
Bernadette Schnitzler

Cinq siècles de civilisation romaine en Alsace

Les collections du musée archéologique, tome 4

Éditions des musées de la ville de Strasbourg, 1996, 172 pages
Bernadette Schnitzler

À l’aube du Moyen Âge. L’Alsace mérovingienne

Les collections du musée archéologique, tome 5

Éditions des musées de la ville de Strasbourg, 1997, 144 pages
Bernadette Schnitzler

Strasbourg, Musée archéologique. Bronzes antiques d’Alsace

Inventaire des collections publiques françaises tome 37

Réunion des musées nationaux/ musées de Strasbourg, 1998, 152 pages
Bernadette Schnitzler

La Passion de l’Antiquité. Six siècles de recherches archéologiques en Alsace

Société savante d’Alsace, 1998, 352 pages
Claude Traunecker et Annie Schweitzer

Strasbourg, musée archéologique. Antiquités égyptiennes de la collection G. Schlumberger

Inventaire des collections publiques françaises tome 43

Réunion des musées nationaux/ musées de Strasbourg, 1995, 142 pages
Bernadette Schnitzler

Histoire des musées de Strasbourg. Des collections entre France et Allemagne

Éditions des musées de la ville de Strasbourg, 2009, 256 pages
Bernadette Schnitzler, Béatrice Arbogast et Annette Frey

Les trouvailles mérovingiennes en Alsace Tome 1 Bas-Rhin

Römisch-Germanisches Zentralmuseum, Mayence, 2009, 508 pages

### Catalogues expositions
Bernadette Schnitzler (collectif, sous la direction de)

Aux origines de Strasbourg (pour le bimillénaire de la ville de Strasbourg)

Éditions des musées de la ville de Strasbourg, 1988, 184 pages
Bernadette Schnitzler et Jean-Jacques Schwien (collectif, sous la direction de)

Vivre au Moyen Age. 30 ans d'archéologie médiévale en Alsace

Éditions des musées de la ville de Strasbourg, 1990, 524 pages
Bernadette Schnitzler et Jean Sainty (collectif, sous la direction de)

Wolfisheim. Un village de l'Âge du Fer 

Éditions des musées de la ville de Strasbourg, 1992, 60 pages
Bernadette Schnitzler et Jean Sainty (collectif, sous la direction de)

Mutzig. Les chasseurs de mammouths dans la vallée de la Bruche 

Éditions des musées de la ville de Strasbourg, 1993, 68 pages
Bernadette Schnitzler (collectif, sous la direction de)

Strasbourg. 10 ans d'archéologie urbaine 

Éditions des musées de la ville de Strasbourg, 1994, 224 pages
Bernadette Schnitzler

Robert Forrer (1866-1947), archéologue, écrivain et antiquaire

Société savante d’Alsace/ musées de Strasbourg, 1999, 214 pages
Bernadette Schnitzler (collectif, sous la direction de)

Strasbourg. Fouilles archéologiques de la ligne B du Tram (« Fouilles récentes » 5)

Éditions des Musées de la Ville de Strasbourg, 2000, 76 pages
Bernadette Schnitzler, Jean-Pierre Legendre et Isabelle Bardiès (collectif, sous la direction de)

L'archéologie en Alsace et en Moselle au temps de l'Annexion (1940-1944)

Éditions des musées de la ville de Strasbourg, 2001, 256 pages
Bernadette Schnitzler (collectif, sous la direction de)

Le Mont Sainte-Odile, haut lieu de l'Alsace – Archéologie, histoire et traditions

Éditions des musées de la ville de Strasbourg, 2002, 320 pages
Bernadette Schnitzler (collectif, sous la direction de)

Des signes et des mots. L’écriture, des origines au Moyen Âge

Éditions des musées de la ville de Strasbourg, 2003, 88 pages
Bernadette Schnitzler (collectif, sous la direction de)

Trésors mérovingiens d'Alsace. La nécropole d’Erstein (VIe – VIIe siècle)

Éditions des musées de la ville de Strasbourg, 2004, 96 pages
Bernadette Schnitzler, Jean-Marie Le Minor, Bertrand Ludes et Eric Boës (collectif, sous la direction de)

Histoire(s) de squelettes. Archéologie, médecine et anthropologie en Alsace

Éditions des musées de la ville de Strasbourg, 2005, 264 pages
Bernadette Schnitzler et Françoise Schnitzler (collectif, sous la direction de)

Archéopub. La survie de l’Antiquité dans les objets publicitaires

Éditions des musées de la ville de Strasbourg, 2006, 280 pages
Bernadette Schnitzler (collectif, sous la direction de)

Rites de la mort en Alsace. De la Préhistoire à la fin du XIXe siècle

Éditions des musées de la ville de Strasbourg, 2008, 320 pages
Bernadette Schnitzler (collectif, sous la direction de)

10 000 ans d’histoire ! Dix ans de fouilles archéologiques en Alsace

Éditions des musées de la ville de Strasbourg, 2009, 204 pages
Bernadette Schnitzler et Gertrud Kuhnle (collectif, sous la direction de)

Strasbourg-Argentorate. Un camp légionnaire sur le Rhin (Ier au IVe siècle apr. J.-C.)

Éditions des musées de la ville de Strasbourg, 2011
Bernadette Schnitzler (collectif sous la direction de)

Un art de l’illusion. Peintures murales romaines en Alsace

Éditions des musées de la ville de Strasbourg, 2012, 224 pages
Bernadette Schnitzler et Michaël Landolt (collectif, sous la direction de)

À l’est du nouveau ! Archéologie de la Grande Guerre en Alsace et en Lorraine

Éditions des musées de la ville de Strasbourg, octobre 2013, 368 pages

### Pour le jeune public
Bernadette Schnitzler, Illustrations de Serge Bloch et Robert Barborini

Le Petit Livre de l'archéologie ou comment voyager très loin dans le temps

Éditions des musées de la ville de Strasbourg, 1994

## Vers des sites partenaires
Le développement d’une véritable archéologie professionnelle, en réponse à l’accélération des destructions du patrimoine archéologique par les grands travaux et une exploitation agricole de plus en plus intensive, a durablement changé le cadre dans lequel œuvrait l’archéologie nationale dans les années 1970-1980. À une archéologie de sauvetage souvent précaire et aléatoire s’est substituée une archéologie contractualisée entre aménageurs et responsables de fouille.
Dans ce dispositif national, l’Alsace occupe une place de choix, en raison du dynamisme de son activité et du nombre important de chantiers menés chaque année sous l’autorité scientifique et administrative du Service Régional de l’Archéologie. Ce service déconcentré du Ministère de la Culture et de la Communication encadre et gère l’activité archéologique au sein de la Direction Régionale des Affaires Culturelles d’Alsace. L’État est, en effet, aux termes de la loi, le prescripteur unique en matière d’archéologie : il examine les permis de construire, de démolition et d’aménagement qui lui sont soumis, définit les conditions de la fouille et les principes méthodologiques à mettre en œuvre, désigne le responsable scientifique de chaque opération de terrain, autorise et encadre les prospections.
Plusieurs acteurs de terrain, à la fonction complémentaire, sont présents aux côtés de l’État :
- l’Institut National de Recherches Archéologiques Préventives (INRAP), qui reprend les missions de l’Association pour les Fouilles Archéologiques Nationales (AFAN) créée en 1993, est devenu en 2001 un établissement public de recherche rattaché au Ministère de la Culture. Il peut, en concurrence avec les autres opérateurs agréés, effectuer les sondages de diagnostic, exécuter les fouilles préventives ordonnées par l’État et en assurer l’exploitation scientifique. Son financement est assuré par une redevance versée par les aménageurs dont les travaux sont amenés à détruire le patrimoine archéologique enfoui. Cette redevance dépend de la nature de l’opération prescrite ;
- en 2006, les collectivités territoriales se sont positionnées elles aussi dans le domaine de l’archéologie préventive, avec la création par les Conseils Généraux du Bas-Rhin et du Haut-Rhin du Pôle d'archéologie interdépartemental rhénan installé dans de vastes locaux spécialement aménagés en Centre-Alsace à Sélestat ; cette structure innovante a pour mission d’assurer la gestion des informations et des enjeux liés à l’archéologie de terrain dans une démarche de complémentarité entre collectivités territoriales et État et de mener des opérations d’archéologie préventive et de médiation culturelle ;
¬- une spécificité, partagée par peu de régions, est constituée par la présence en Alsace d’un bureau d’études indépendant, Antea-Archéologie, qui a été créé en 1998 par une équipe d’archéologues agréés proposant ses services aux collectivités et aménageurs qui font appel à elle ;
¬- l'Université de Strasbourg (Institut des Antiquités Nationales) est également responsable de plusieurs chantiers-écoles importants dans la région de Saverne en lien avec un enseignement pratique de terrain, en parallèle à une structuration de la recherche engagée dans le cadre de l’UMR 7044, associant l’Université, le CNRS et le Ministère de la Culture.
- Le réseau associatif, très important en Alsace, trouve également place au sein de ce dispositif. Après avoir laissé peu de rôle aux bénévoles au cours de la dernière décennie, des partenariats actifs sont à nouveau noués avec des sociétés d’histoire et d’archéologie : celles de Saverne à travers le Centre de Recherches Archéologiques Médiévales (CRAMS), la Société d’Histoire et d’Archéologie de Brumath et la Société de Recherches Archéologiques de l’Alsace Bossue à Dehlingen.
Le musée archéologique travaille régulièrement en partenariat avec l’ensemble de ces structures, à l’occasion de projets de recherches, de publications ou de réalisation d’expositions et bénéficie d’un large enrichissement de ses collections grâce au résultat des fouilles menées par ces divers organismes.

#### Généralités
- Bernadette Schnitzler et Malou Schneider, Le Musée archéologique de Strasbourg, musées de Strasbourg, Strasbourg, 1985, 128 p.
- Musées de Strasbourg : musée alsacien, musée archéologique..., direction des musées, Imprimerie Valblor, Strasbourg, 1998

#### Catalogues d'expositions
- Juliette Baudoux, Éric Boes, Sylvie Cantrelle (et al.), Strasbourg, fouilles archéologiques de la ligne B du tram (6 mai-31 décembre 2000), musées de Strasbourg, Strasbourg, 2000, 74 p.  (ISBN 2-901833-46-2)
- Anne-Marie Adam, Isabelle Bardies, Dominique Heckenbenner (et al.), L'archéologie en Alsace et en Moselle au temps de l'annexion, 1940-1944 (24 mars-31 août 2001), musées de Strasbourg, Strasbourg ; Musées de la Cour d'or, Metz, 2001, 256 p.  (ISBN 2-901833-47-0)
- Bernadette Schnitzler, Pascal Rohmer (et al.), Les trésors mérovingiens d'Alsace : la nécropole d'Erstein (VIe – VIIe siècle apr. J.-C.) (22 octobre 2004-31 août 2005), musées de Strasbourg, Strasbourg, 2004, 96 p.  (ISBN 2-901833-83-7)
- Bernadette Schnitzler, Jean-Marie Le Minor, Bertrand Ludes (et al.), Histoire(s) de squelettes : archéologie, médecine et anthropologie en Alsace (20 octobre 2005-31 août 2006), musées de Strasbourg, Strasbourg, 2005, 308 p.  (ISBN 2-35125-000-1)
- Bernadette Schnitzler et Françoise Schnitzler (dir.), Archéopub : la survie de l'Antiquité dans les objets publicitaires (20 octobre 2006-31 décembre 2007), musées de Strasbourg, Strasbourg, 2006, 280 p.  (ISBN 2-35125-036-2)
- Bernadette Schnitzler (dir.), 10 000 ans d'histoire ! : dix ans de fouilles archéologiques en Alsace (6 novembre 2009-31 août 2010), musées de la ville de Strasbourg, Strasbourg, 2009, 202 p.  (ISBN 978-2-35125-073-0)